# Giovanni Bellini
Pour les articles homonymes, voir Bellini.
Giovanni Bellini dit Giambellino et, en vénitien, Zambellin (né à Venise, entre 1425 et 1433 - Venise, 29 novembre 1516), est un peintre italien de la Renaissance, citoyen de la république de Venise, considéré comme le précurseur de l'école vénitienne, dont l'œuvre marque la rupture définitive avec le style gothique, par son attachement à la rigueur géométrique, à travers des peintures qui effacent la différence entre monde sacré et profane.
Fils de Iacopo Bellini (1400-1470), Giovanni Bellini incarne avec un talent extraordinaire l’esprit de la Renaissance italienne, mais toujours d’une manière adaptée aux traditions et aux goûts du milieu local.
Il a travaillé sans interruption pendant soixante ans, toujours aux plus hauts niveaux, en transportant la peinture vénitienne, qui était pour lui un point de référence fondamental, à travers les expériences les plus diverses, de la tradition byzantine aux voies padouanes pénétrées par Andrea Mantegna, depuis les leçons de Piero della Francesca, Antonello de Messine et Albrecht Dürer, jusqu'au tonalisme de Giorgione. Dans ses œuvres, Bellini a su traiter tous ces stimuli en se renouvelant continuellement, mais sans jamais trahir le lien avec sa propre tradition, la valorisant même et en faisant un point fort, .

## Biographie
Bien que déjà considéré comme une figure exceptionnelle par ses contemporains, Giovanni Bellini est rarement mentionné dans les documents et sources de l'époque, avec des périodes entières obscures dans sa biographie et de nombreuses œuvres, même capitales, qui échappent à un classement définitif en raison de la rareté des informations documentées qui nous sont parvenues .

### Origines
La date exacte de naissance de l'artiste n'est pas connue et a longtemps fait l'objet de controverses chez les historiens de l'art, les estimations variant entre 1425 et 1440. Il est le fils de l'artiste vénitien établi Iacopo Bellini, peut-être le deuxième ou le troisième. Giorgio Vasari dit qu'il est mort à quatre-vingt-dix ans en 1516 ; il serait donc né en 1426. Mais le grand historien florentin, loin d'être étranger à ce type d'erreur, surtout pour les artistes qui ne sont pas ses contemporains, est contredit par un document du testament de la mère de Bellini, Anna Rinversi des Marches, rédigé à l'occasion de la première naissance, qui est datée seulement en 1429. Les sources contemporaines de Giovanni Bellini sont incomplètes quant à l'identité du fils aîné de la famille : Gentile est plus âgé que Giovanni, mais l'aînée pourrait aussi être une fille, Nicolosia, qui épouse plus tard Andrea Mantegna, ou un quatrième frère Niccolò, redécouvert seulement en 1985 par Meyer Zu Capellen. La nouvelle interprétation d'un acte notarié daté de 1440 vient confirmer son hypothèse. Par conséquent, la date de naissance de Giovanni ne peut pas se situer dans les années 1420 et devrait probablement être placée vers 1430, voire plus tard.
La question de la légitimité ou non de Giovanni en tant que fils du couple se pose aussi. Il est généralement indiqué comme fils naturel, donc né du père hors mariage avec une autre femme, ou d'un mariage antérieur à celui avec Anna, sur la base du document testamentaire d'Anna Rinversi daté de novembre 1471, lorsque, déjà veuve de Jacopo, elle ordonne que ses biens soient envoyés à Niccolò, Gentile et Nicolosia. L'absence de mention de Giovanni a été expliquée par Fiocco (1909) comme une preuve de la naissance différente du quatrième enfant, qui n'est cependant pas étayée par d'autres preuves et que les critiques ultérieurs ont prise en compte avec beaucoup de prudence. Cependant, en 2013, Daniel W. Maze, en retournant aux sources, a avancé l'hypothèse que Giovanni était non pas le fils mais le demi-frère de Jacopo Bellini, fils de Nicolo Bellini, et donc oncle de Gentile. D'après lui, Giovanni serait ainsi né entre 1425 et 1428 et aurait été adopté par son demi-frère, Jacopo.

### Jeunesse

#### Débuts artistiques

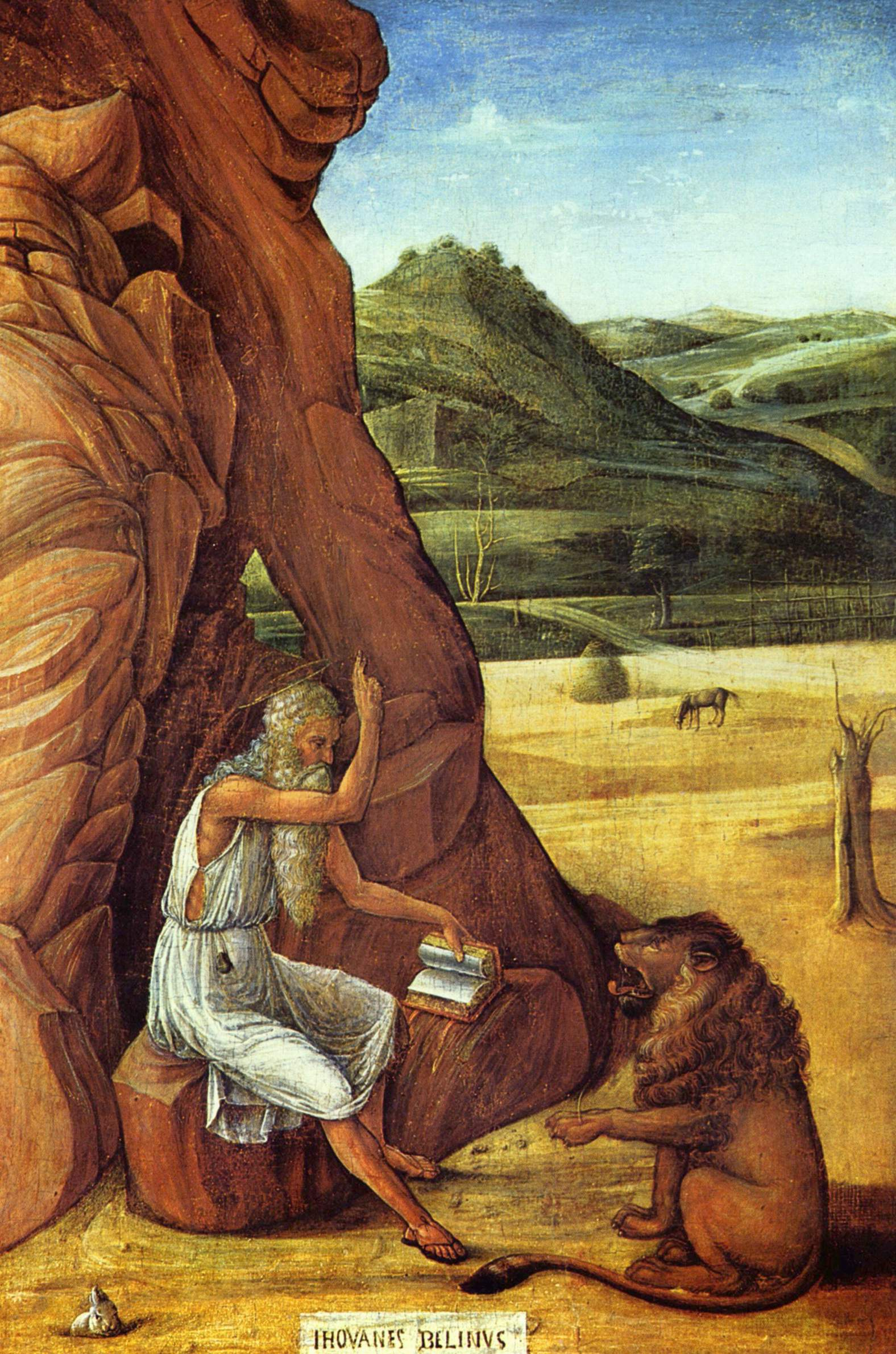
Saint Jérôme dans le désert, v. 1455, tempera sur panneau, Barber Institute of Fine Arts, Birmingham.

La période des débuts artistiques de Giovanni est incertaine et doit se situer dans les années 1445-1450, bien qu'aucune œuvre connue de l'artiste ne soit unanimement attribuée à cette période. Parmi celles les plus probables figurent un Saint Jérôme au Barber Institute de Birmingham et une Crucifixion au musée Poldi-Pezzoli que les critiques plus récents tendent plutôt à attribuer à la production vénitienne générique de la première moitié du XVe siècle.
Giovanni grandit dans la maison de Jacopo et apprend son métier de peintre dans son atelier. Il fait par la suite connaissance avec le milieu savant et novateur de Padoue, à travers l’art de son beau-frère Andrea Mantegna, qui épouse sa sœur Nicolosia Bellini en 1453, et qui devait le marquer profondément. Plus tard, le coloris de Giovanni est plus profond, plus homogène et joue déjà un grand rôle dans la représentation du relief. Il y a plus d’humanité dans les sentiments exprimés, tendresse, joie ou douleur. La nature est représentée, ce qui est nouveau : souvent les compositions se détachent sur un fond de paysage où l’on reconnaît la campagne ou les collines de Vénétie.
Les premiers essais du jeune Giovanni devaient avoir des caractères « asprigni » (« amers »), liés à l'exemple de l'atelier de son père et à celui des Vivarini, les deux « usines » picturales les plus importantes de Venise à l'époque. Pour trouver une première mention certaine de Giovanni, il faut remonter à un document daté du 9 avril 1459, lorsqu'en présence du notaire vénitien Giuseppe Moisis, il témoigne, étant noté comme résidant, seul, à San Lio.
Cela ne signifie pas que l'artiste travaillait déjà seul, du moins pour de grandes commandes, en effet un témoignage de Fra Valerio Polidoro de 1460 révèle la signature à trois mains, avec Jacopo et Gentile, du Retable de Gattamelata, en partie perdu, pour la basilique Saint-Antoine de Padoue, destinée à une chapelle dédiée aux saints Bernardin et François d'Assise. Il a toujours vécu et travaillé dans la relation fraternelle la plus étroite avec son frère aîné Gentile, plus apprécié que Giovanni de son vivant. 
Ses peintures de la première période sont toutes exécutées selon l'ancienne méthode de la tempera : la scène est adoucie par un nouvel et bel effet de couleur romantique au lever du soleil, par exemple dans Saint Jérôme dans le désert.

#### Série des Vierges à l'Enfant
Autour de 1460, Giovanni commence la série des Vierges à l'Enfant, thème caractéristique de toute sa carrière, dont celle de la Pinacothèque Malaspina des musées civiques de Pavie, celle de Philadelphie, la Madone Lehman de New York et la Madone grecque de la pinacothèque de Brera de Milan, une série d'images de petit et moyen format destinées à la dévotion privée, très fréquentes dans la production lagunaire du XVe siècle.
Des influences alors très vivantes à Venise, grâce à la diversité des activités marchandes de la cité, sont visibles dans ces œuvres, comme celles byzantine, avec la fixité iconique des divinités, et flamande, avec son souci analytique du détail. Giovanni est influencé par l'école toscane présente en Vénétie dans ces années-là à la suite de la résidence de Donatello à Padoue pendant dix ans (1443-1453) et par l'exemple d'Andrea Mantegna avec qui il établit une relation intense d'échanges interpersonnels et artistiques.
La première production de Bellini possède également ses propres caractéristiques, notamment « une tension particulière et très douce qui lie toujours la Mère et le Fils dans une relation de profond pathos ». Si les modèles de composition rappellent ceux des icônes byzantines et crétoises, repris dans certains cas avec une extrême fidélité, la réinvention de ces stéréotypes immobiles en figures vivantes et poétiques est radicale, capable d'établir une relation intime avec le spectateur.

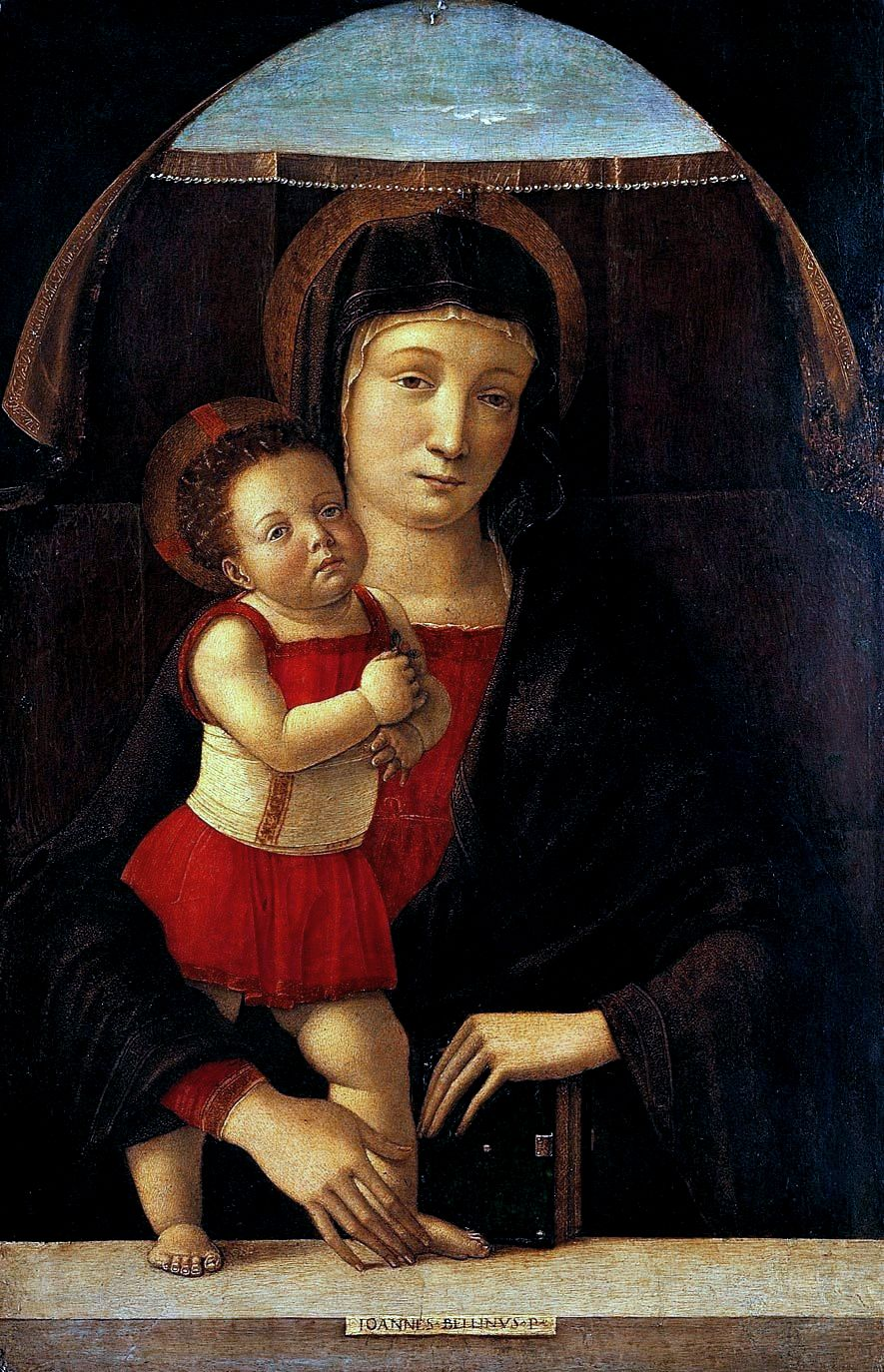
Vierge à l'Enfant, 1450-1460, Pinacothèque Malaspina, Pavie
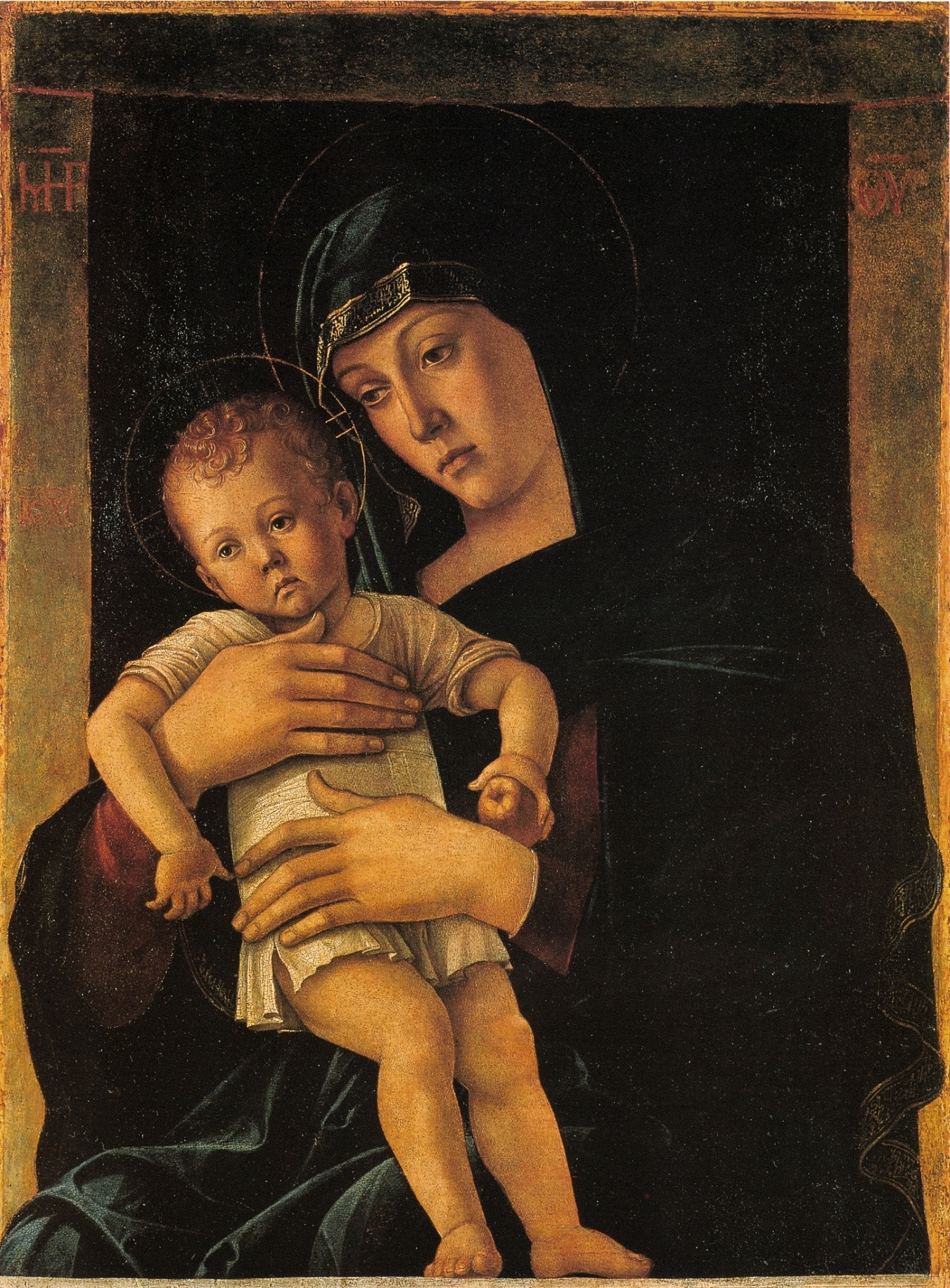
La Madone grecque, 1460-1464, huile sur bois, 82 × 62 cm, pinacothèque de Brera, Milan.
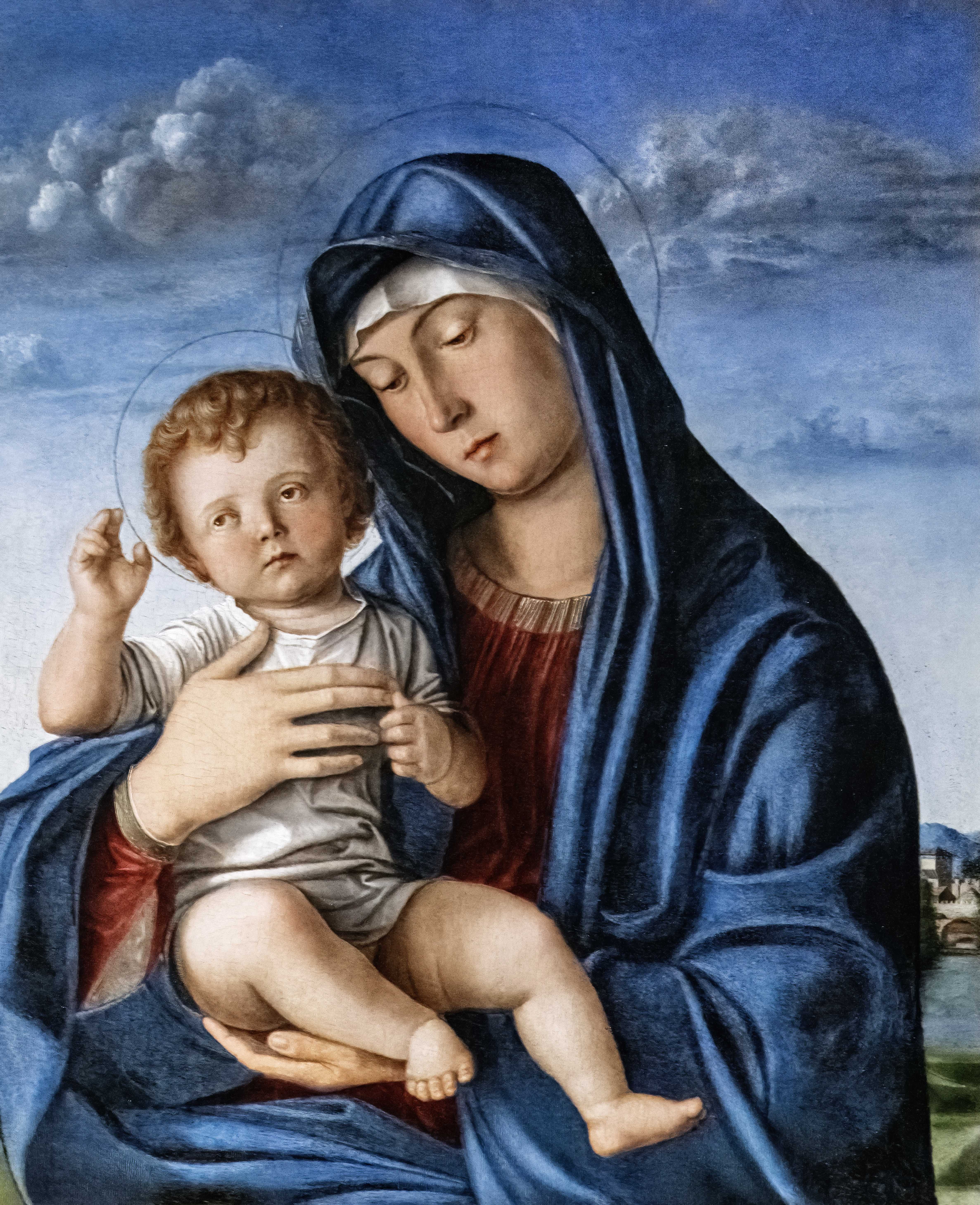
Vierge à l'Enfant, 1475-1480, Complexe de Santa Caterina à Trévise.

#### Série desPietà

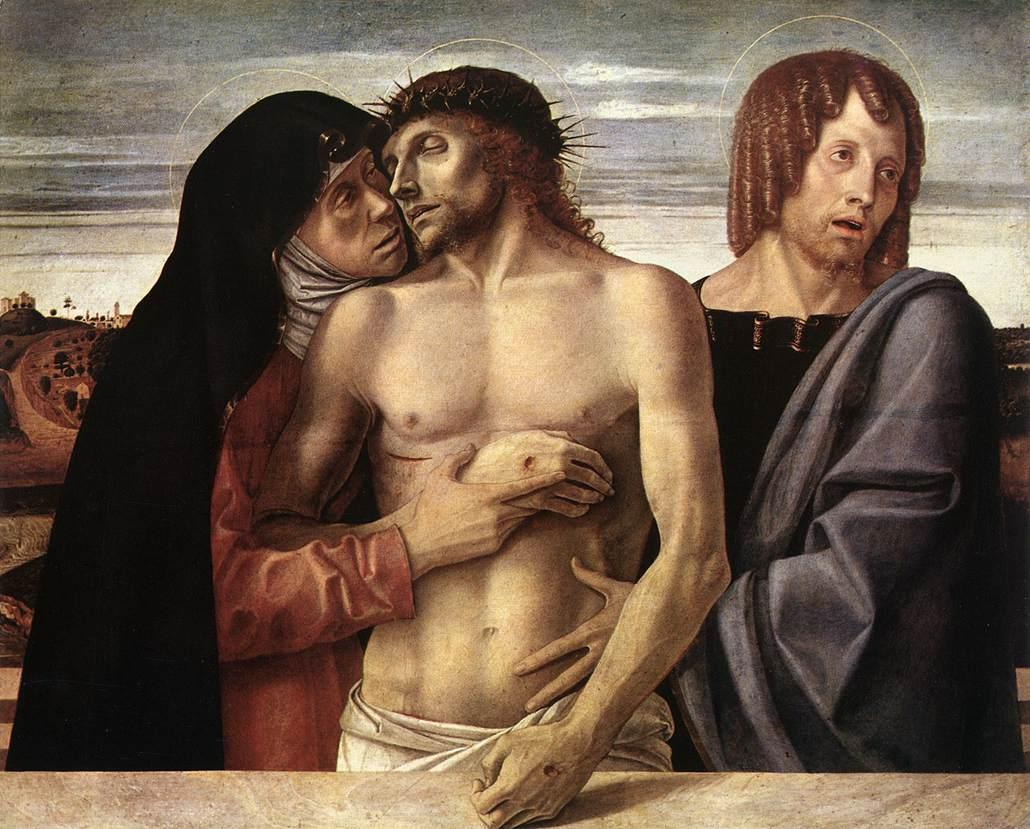
Pietá, 1465 pinacothèque de Brera.

Le thème de la Pietà, qui groupe, selon un thème fréquent chez les Bellini, les figures de Marie de Nazareth, de saint Jean l’Évangéliste et du Christ au Tombeau, est l'autre thème qui s'est tissé dès les débuts de Giovanni alors qu’il n’a que 21 ans et s'est poursuivi tout au long de sa carrière. Cette iconographie s'inspire également de modèles byzantins, les 'imago pietatis. Les prototypes de la série sont le Christ mort entouré de Marie et de Saint Jean l'Évangéliste cobnservée à l'Académie Carrara de Bergame et la Piéta du musée Poldi-Pezzoli, datable entre les années cinquante et soixante, suivies du Christ mort soutenu par deux anges du Musée Correr, aux influences mantegnesques, la célèbre Pietà de la pinacothèque de Brera (vers 1465-1470) et celle de Rimini, datable vers 1474. On peut dater de la même année la Transfiguration et le Christ au mont des Oliviers.
Il réalise des tableaux du Christ mort d'une manière différente de son frère Gentile et plus personnelle, avec moins de dureté des contours, un traitement plus large des formes et des draperies et moins de force du sentiment religieux.

#### Phase Mantegnesque
Certaines œuvres de la jeunesse de l'artiste sont marquées par l'influence de son beau-frère Andrea Mantegna, avec des formes arrondies, une certaine rugosité du signe, qui s'adoucit progressivement, et une décomposition minutieuse des éléments. Les deux panneaux de la Crucifixion et de Transfiguration, tous deux conservés au Musée Correr, datables de 1455 à 1460, figurent parmi les premières œuvres qui présentent ces caractéristiques, dans lesquels les figures sont subtiles et grossièrement expressives, l'anatomie osseuse, le paysage large mais en accord avec la recherche de détails minutieux, avec des lignes sèches et « rocailleuses ».
La relation avec Mantegna est pleinement illustrée par la comparaison d’œuvres de composition similaire, voire parfois identique. C'est le cas, par exemple, de Prière dans le jardin de la National Gallery de Londres (vers 1459), semblable à une œuvre sur un sujet similaire de Mantegna dans le même musée (vers 1455), toutes deux dérivant d'un dessin de Iacopo Bellini dans l'un de ses albums aujourd'hui à Londres. Toutes deux ont une atmosphère livide et raréfiée, avec un paysage rocheux et aride, et un trait plutôt forcé, mais chez Bellini les couleurs sont moins sombres et vernissées, plus naturelles et moins « pierreuses », et les formes sont adoucies par des lignes courbes, comme le « coussin de pierre » lisse sur lequel Jésus s'agenouille.
la comparaison entre les deux Présentations au Temple (vers 1455-1460) est encore plus évidente, dont la version de Mantegna est généralement considérée comme la plus ancienne. La disposition est identique et les acteurs les mêmes, avec la Vierge à l'Enfant appuyée contre une étagère en marbre au premier plan, tandis qu'un vieux prêtre crochu, Siméon, tend la main pour le prendre et Joseph, au fond, regarde la scène de face, à moitié caché par les protagonistes. Dans le panneau de Mantegna, le cadre, support nécessaire aux expériences habituelles de « percée » spatiale vers le spectateur, entoure l'ensemble du tableau, avec deux figures latérales, peut-être son autoportrait et le portrait de son épouse Nicolosia, et avec une palette de couleurs réduite, qui rend les personnages austères et solides comme des sculptures rupestres. Le panneau de Bellini, en revanche, présente deux autres personnages, parmi lesquels se distingue l'autoportrait de droite, avec une disposition différente qui déplace le groupe comme une petite foule humaine ; le cadre a cédé la place à un rebord plus simple, qui isole moins les personnages du spectateur, et la couleur rend les tons chair et les autres surfaces avec plus de douceur et de naturalisme, en accord avec une alternance de tons, surtout blanc et rouge.

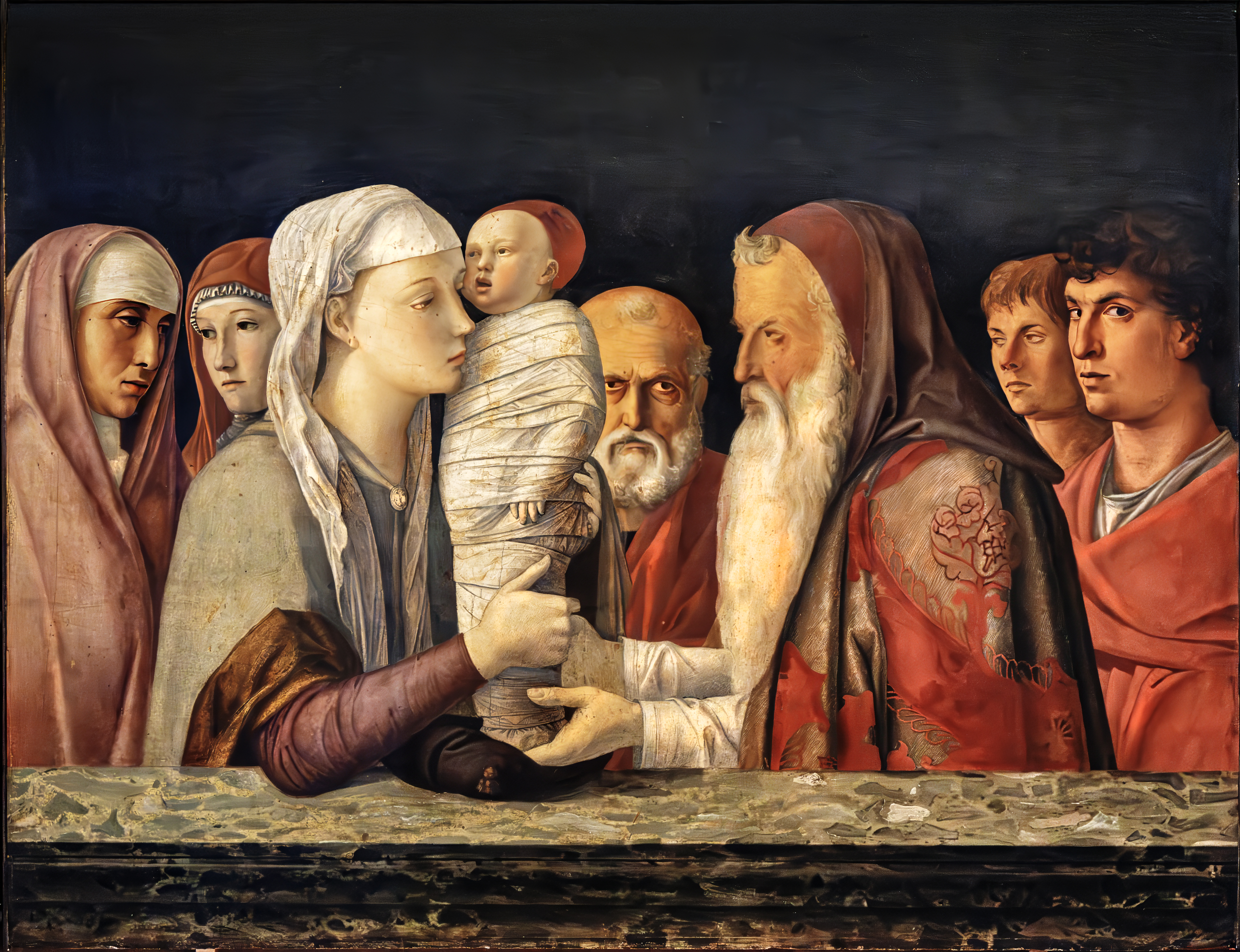
Giovanni Bellini, La Présentation au Temple
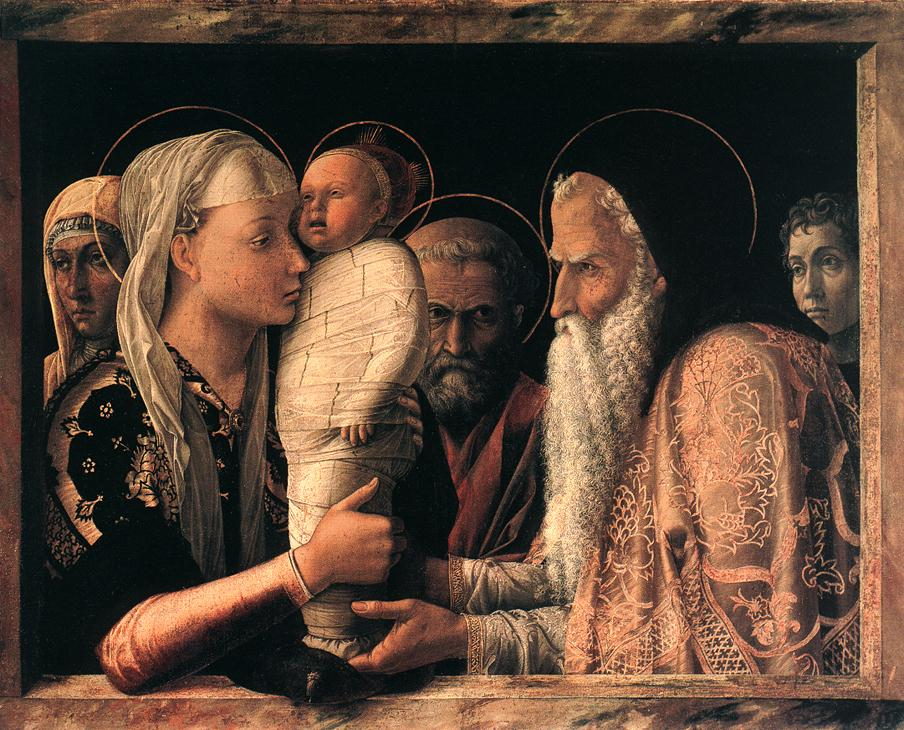
Andrea Mantegna, Présentation au Temple

### Maturité artistique
Entre 1464 et 1470, Giovanni participe dans l'atelier de son père à l'exécution de quatre grands triptyques pour l'église Santa Maria della Carità (Venise) nouvellement reconstruite, ceux de Saint Laurent, de Saint Sébastien, de la Vierge et de la Nativité, qui furent démontés et remontés à l'époque napoléonienne avant d'entrer dans les Galeries de l'Académie de Venise (avec une attribution aux Vivarini), où ils se trouvent encore. Ce sont des œuvres intéressantes, mais aujourd'hui leur exécution est largement attribuée à d'autres artistes, la planification générale ayant été confiée à Iacopo Bellini. Le Triptyque de Saint Sébastien est, parmi les quatre, celui le plus attribuable à Giovanni, considéré comme une sorte de répétition générale de sa première œuvre majeure en tant que peintre, le Polyptyque de saint Vincent Ferrier. S’étant fait connaître par ces ouvrages, il se voit confier lors de ses 36 ans, des travaux plus ambitieux.

#### Polyptyque de saint Vincent Ferrer

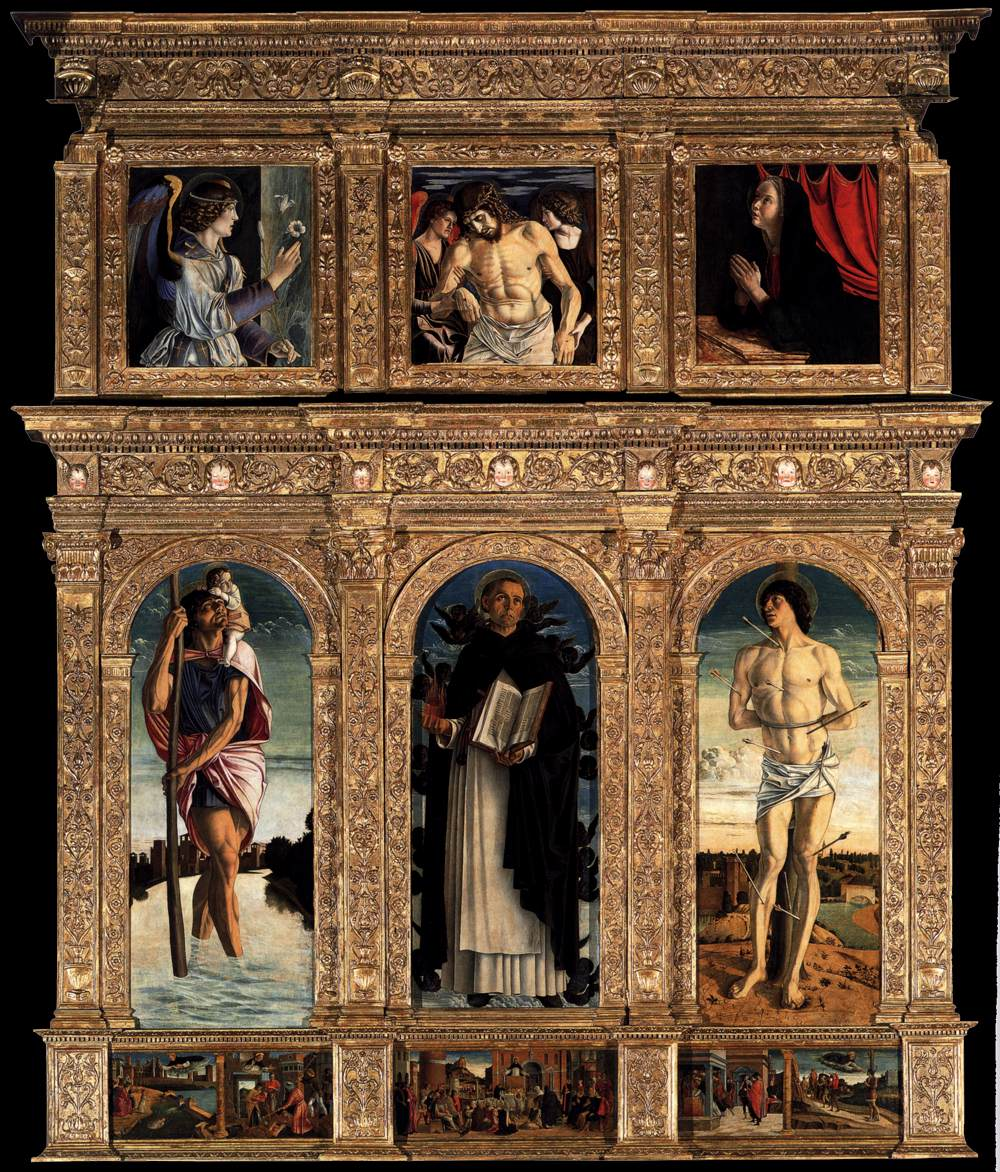
Polyptyque de saint Vincent Ferrier.

Le Polyptyque de saint Vincent Ferrier, datable vers 1461-1470, est exécuté par Giovanni pour l'autel du même nom dans la basilique San Zanipolo à Venise, qui peint neuf compartiments disposés sur trois registres, sur lesquels une lunette perdue avec le Père Éternel était également présente comme élément de couronnement.
Les saints du registre central se caractérisent par une forte plastique, soulignée par la grandeur des figures, les lignes excessives des anatomies et des drapés, et l'utilisation ingénieuse de la lumière rasante d'en bas pour certains détails, comme le visage de saint Christophe. L'espace est dominé par des paysages lointains en arrière-plan ; la profondeur de la perspective est suggérée par quelques éléments de base, comme les flèches raccourcies de saint Sébastien ou le long bâton de saint Christophe.
En 1470, Giovanni reçoit sa première nomination pour travailler avec son frère aîné Gentile et d'autres artistes à la Scuola Grande di San Marco, où, entre autres sujets, il est chargé de peindre un Déluge avec l'Arche de Noé. Aucune des œuvres de ce genre du maître, qu'elles soient peintes pour les différentes écoles ou confréries ou pour le palais ducal, n'a survécu.

#### Retable de Pesaro

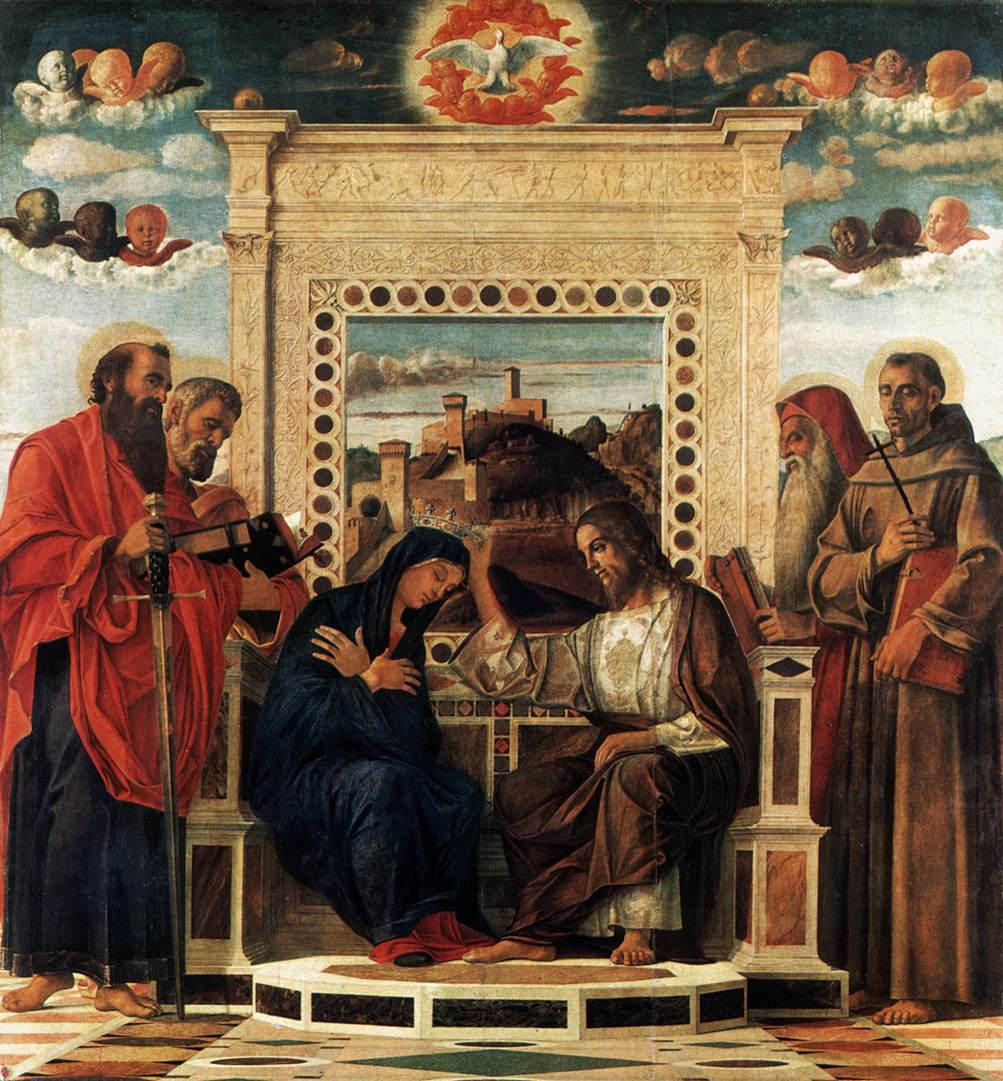
Retable de Pesaro.

Le style de maturité de Giovanni atteint probablement son apogée dès les années 1470, avec le Retable de Pesaro, aujourd'hui dans les Musées Civiques de Pesaro, de plan entièrement Renaissance et de forme rectangulaire, couronné à l'origine par une cimaise représentant une Pietà, aujourd'hui conservée à la Pinacothèque vaticane. Le grand panneau principal représentant un Couronnement de la Vierge marque la réalisation d'un nouvel équilibre où la leçon de Mantegna est sublimée par une lumière claire à la Piero della Francesca. La mise en scène suit les schémas de certains monuments funéraires contemporains, mais témoigne également de l'extraordinaire invention du tableau dans le tableau, avec le dossier du siège de Jésus et de Marie qui s'ouvre comme un cadre, entourant un paysage qui ressemble à une réduction, en termes de taille, de lumière et de style, du retable lui-même en lui-même. Ce retable semblerait être sa première tentative dans une forme d'art auparavant presque monopolisée à Venise par l'école rivale des Vivarini .
On peut également lire les premières influences d'Antonello de Messine, arrivé à Venise en 1475, avec l'utilisation de la couleur à l'huile et l'union de l'amour flamand du détail avec le sens italien de la forme et de la composition unitaire.
Il faut attribuer La Transfiguration, actuellement conservée au musée de Capodimonte de Naples, reprenant avec une puissance très mûrie et dans un esprit beaucoup plus serein le sujet de ses premiers efforts à Venise, à la décennie qui suit 1470.
Bellini doit se rendre à Rimini entre 1470 et 1475 pour peindre le Retable de Saint François qui marque un tournant capital dans sa carrière. Les années suivantes verront l’épanouissement de ses moyens. Cette période est celle de l’équilibre entre la forme et les couleurs, plus belles les unes que les autres. Un climat spirituel se fait ressentir et une certaine poésie émane du paysage. Son importance est primordiale dans plusieurs panneaux peints entre la 46e et 56e année du peintre, tels le Saint François recevant les stigmates et la lumineuse Transfiguration ;  l’Allégorie mystique des Offices est plus tardive.

#### Retable de Saint-Job

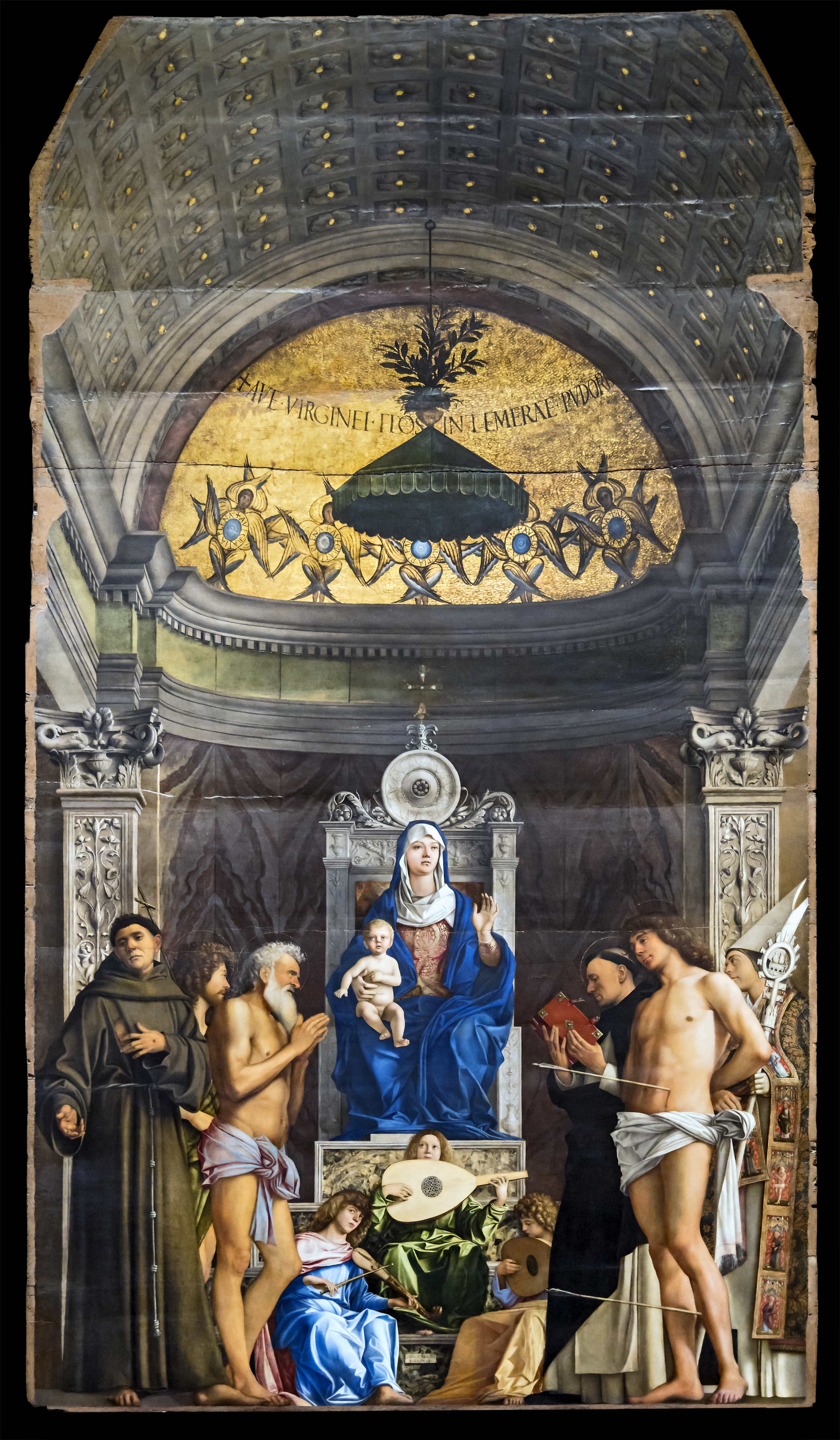
Retable de Saint-Job, Galeries de l'Académie de Venise.

Bellini mûrit et offre une réponse complète aux innovations introduites par les Siciliens à Venise avec le Retable de Saint-Job, ce qui en fait immédiatement l'une de ses œuvres les plus renommées, déjà mentionnée dans le De Urbe Sito de Marcus Antonius Coccius Sabellicus (1487-1491). Le retable, exécuté vers 1480, se trouvait à l'origine sur le deuxième autel à droite de l'église San Giobbe à Venise, où, avec sa spatialité peinte, il complète illusoirement celle réelle de l'autel. Une grande voûte à caissons introduit la composition sacrée en perspective, avec des piliers latéraux peints de la même manière que ceux qui se trouvent réellement sur les côtés de l'autel. Au centre, une niche profonde et dans l'ombre accueille le groupe sacré de la Vierge à l'Enfant et des anges musiciens parmi six saints sous une coupole recouverte de mosaïques dorées du style vénitien le plus typique. Il s'agit en fait de la création de l'espace virtuel d'une chapelle latérale, avec des figures à la fois monumentales et chaleureusement humaines, grâce au riche mélange chromatique.

#### Palais des doges
Après 1479-1480, une grande partie du temps et de l'énergie de Giovanni est également consacrée à ses fonctions de conservateur des peintures de la grande salle du palais des Doges, succédant à son frère Gentile lors de son départ pour Constantinople.  L'importance de cette commission peut être mesurée par le paiement que Giovanni reçoit : d'abord la réversion d'une place de courtier à la Fontego dei Tedeschi, et ensuite, en remplacement, une pension annuelle fixe de quatre-vingts ducats. En plus de réparer et de renouveler les œuvres de ses prédécesseurs, il est chargé de peindre un certain nombre de nouveaux sujets, six ou sept en tout, pour illustrer davantage le rôle joué par Venise dans les guerres de Frédéric Barberousse et du pape. Ces ouvrages, exécutés avec beaucoup d'interruptions et de retards, sont l'objet d'une admiration universelle, mais aucun n'a survécut à l'incendie de 1577 ; aucun autre exemple de ses compositions historiques et processionnelles ne nous est parvenu non plus, ce qui nous permet pas de comparer sa manière sur de tels sujets avec celle de son frère Gentile.
Comme c'est le cas pour un certain nombre d'œuvres publiques de son frère Gentile de l'époque, bon nombre des grandes œuvres publiques de Giovanni sont aujourd'hui perdues, dont le retable encore plus célèbre peint à la détrempe pour une chapelle de la basilique San Zanipolo, où il périt avec le Martyre de Pierre du Titien et la Crucifixion du Tintoret dans l'incendie désastreux de 1867.
Ces commandes publiques exigeantes laissent provisoirement le champ libre, pour les retables de la région, à d'autres peintres comme Cima da Conegliano.

#### Triptyque des Frari
En 1488, Bellini signe et date le Triptyque des Frari, pour la basilique Santa Maria Gloriosa dei Frari à Venise, où il est encore en place. Dans cette œuvre, les expériences illusionnistes du Retable de Saint-Job sont davantage développées, avec le cadre qui « soutient » le plafond peint dans les trois compartiments et fortement éclairé pour paraître réel. Derrière le trône de Marie se trouve en effet une niche aux mosaïques dorées, avec une étude lumineuse qui suggère une perspective de grande profondeur.

#### Retable de Barbarigo

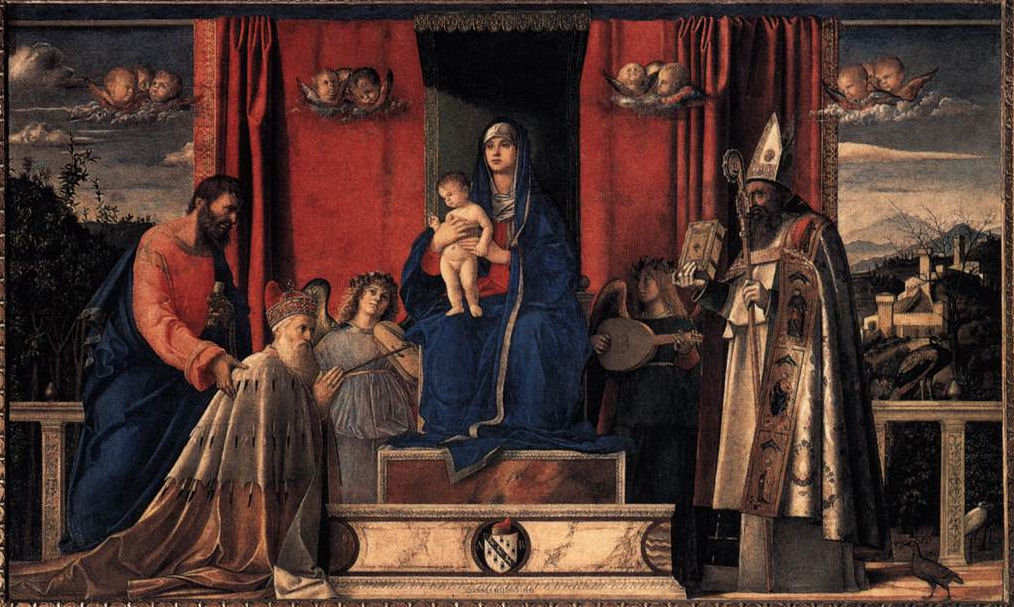
Retable de Barbarigo.

Bellini signe la même année le Retable de Barbarigo (Vierge à l'Enfant, saint Marc, saint Augustin et Agostino Barbarigo agenouillé) dans l'église San Pietro Martire de Murano, l'un des rares épisodes certain dans la chronologie de la carrière de l'artiste, grâce également à sa citation dans le testament du doge de Venise Agostin Barbarigo. Dans le tableau, saint Marc, protecteur de Venise et donc du doge, présente, avec un geste affectueux, le dévot agenouillé à la Vierge. La conception spatiale du XVe siècle est ici abandonnée pour la première fois, au profit d'un rapport plus libre entre nature et conversation sacrée ; la rédaction picturale représente également l'une des premières expériences de peinture tonale, différente de celle de Giorgione, qui est toujours liée au thème du lyrisme profane, qui manque ici.

#### Conversation sacrée
Vers 1490, il peint la conversation sacrée de la Vierge à l'Enfant entre sainte Catherine et sainte Madeleine, aujourd'hui conservée aux Galeries de l'Académie de Venise. On peut y lire une maturation dans le style de Giovanni Bellini liée à une application nuancée de la couleur, semblable au sfumato de Léonard de Vinci. La lumière tombe sur le côté, avançant doucement sur les vêtements et les tons chair des saints, dans une atmosphère silencieuse et absorbée, soulignée par le fond sombre innovant, dépourvu de toute connotation. La composition est symétrique, comme dans toutes les conversations sacrées de Giovanni Bellini ; la profondeur n'est suggérée que par les positions latérales des deux saints, qui créent une sorte d'ailes diagonales dirigées vers le groupe sacré central.

#### Portraits
Parallèlement à cette production importante d'art sacré, Bellini se consacre, au moins à partir des années soixante-dix, à la création de portraits intenses qui, bien que peu nombreux, sont extrêmement significatifs dans leurs résultats. Le plus ancien documenté est le Portrait de Jörg Fugger de 1474, suivi du Portrait d'un jeune homme en rouge et du Portrait de Giovanni Emo, tous deux conservés à la National Gallery of Art de Washington. L'influence d'Antonello de Messine est évidente, mais les œuvres de Giovanni se caractérisent par une relation psychologique moins évidente entre le sujet représenté et le spectateur, se prêtant à un dialogue moins direct et plus formel.

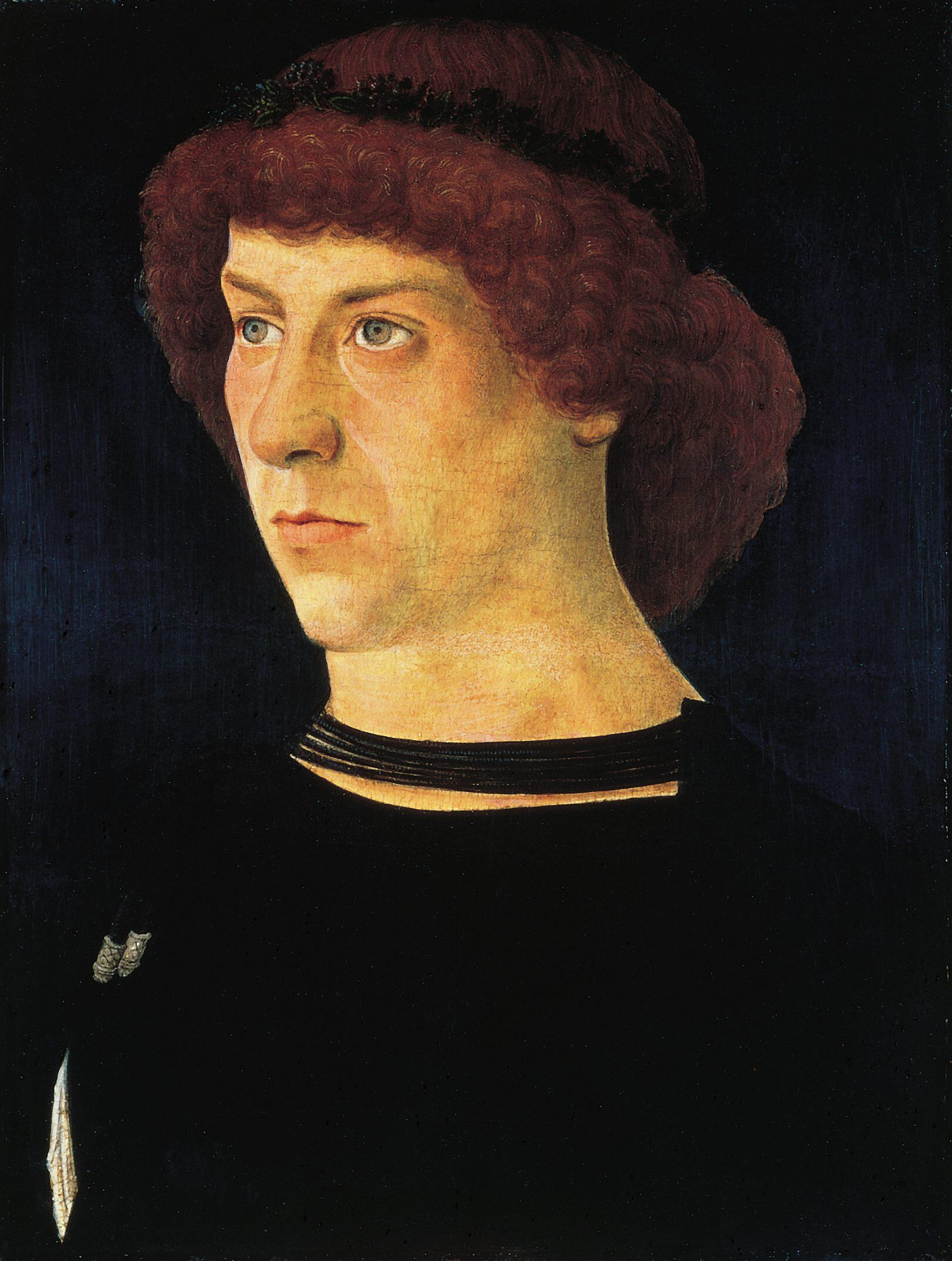
Portrait de Jörg Fugger, 1474, Norton Simon Museum, Pasadena
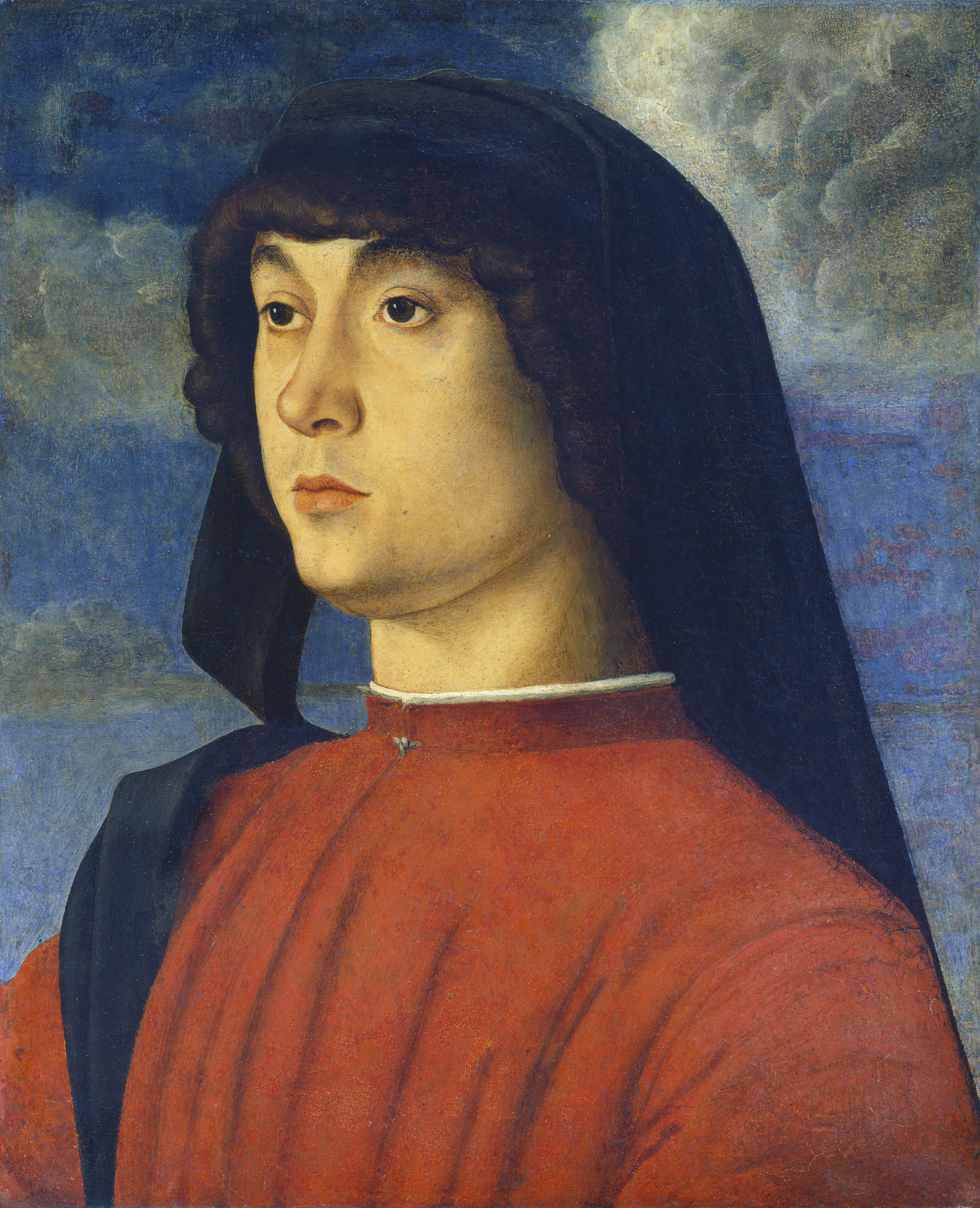
Portrait d'un jeune homme en rouge, vers 1480, National Gallery of Art, Washington
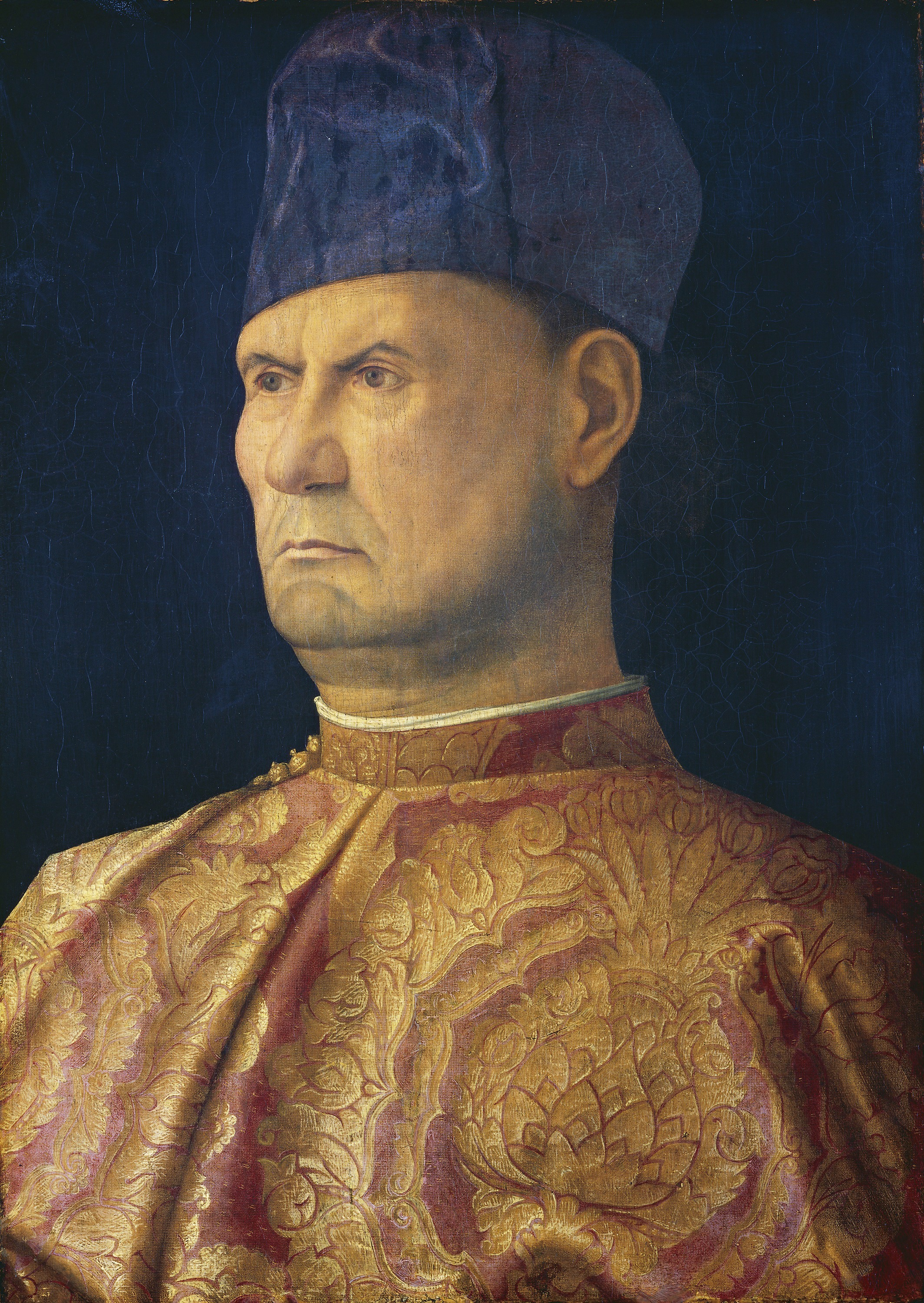
Portrait de Giovanni Emo, 1495-1500, National Gallery of Art, Washington
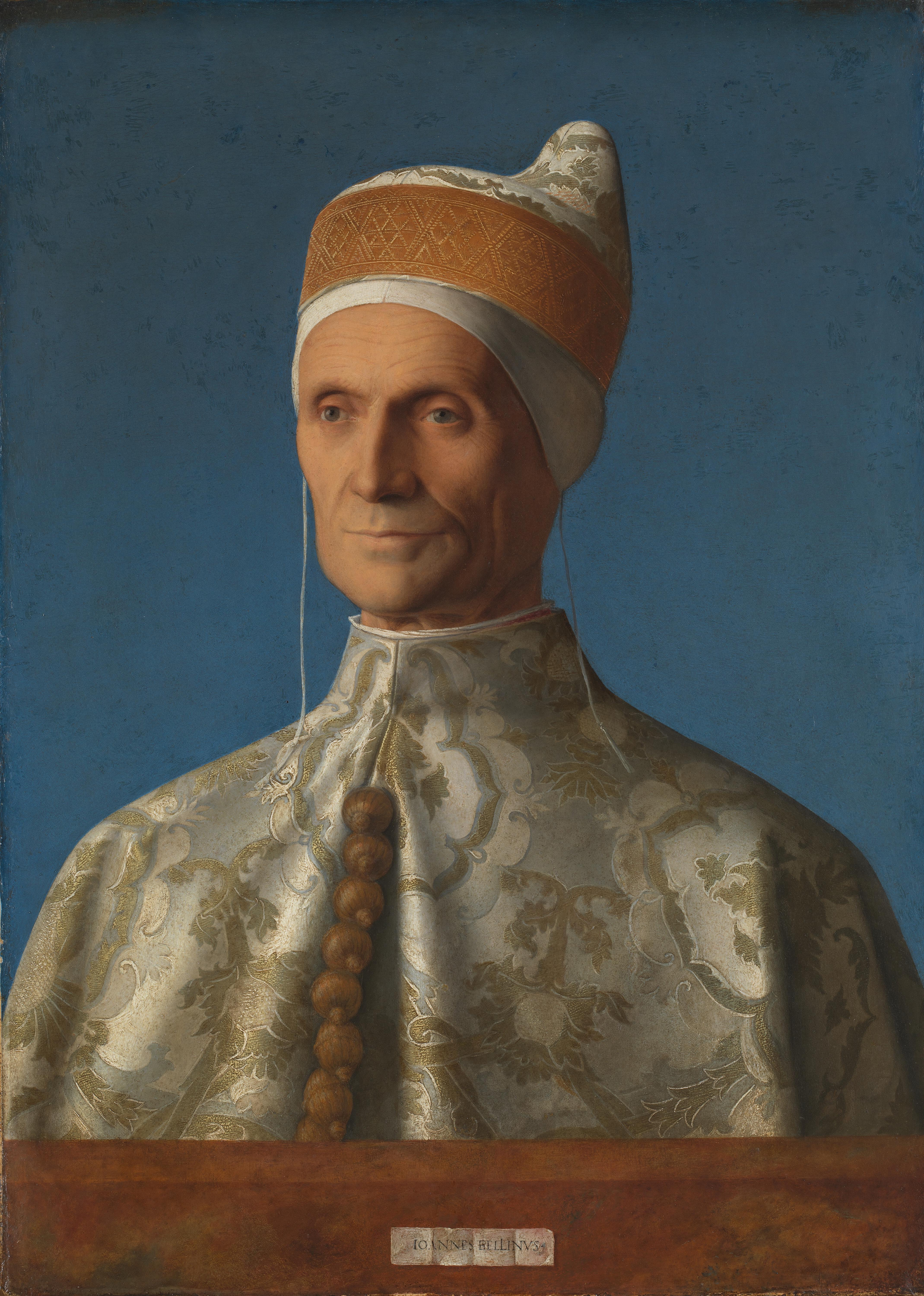
Portrait du doge Leonardo Loredan, 1501, National Gallery, Londres

#### Allégorie chrétienne
L'Allégorie sacrée conservée à la Galerie des Offices de Florence est datée entre 1490 et 1500 et est l'une des œuvres les plus énigmatiques de la production de Bellini et de la Renaissance en général, peuplée de figures symboliques dont la signification est encore insaisissable aujourd'hui  .
Les quatre Allégories des Galeries de l'Académie de Venise sont également de nature symbolique. Ces quatre tablettes moralisatrices, qui décoraient à l'origine une coiffeuse, équipée d'un porte-manteau et d'un miroir, appartenaient autrefois au peintre Vincenzo Catena.

#### Vers la «manière moderne»

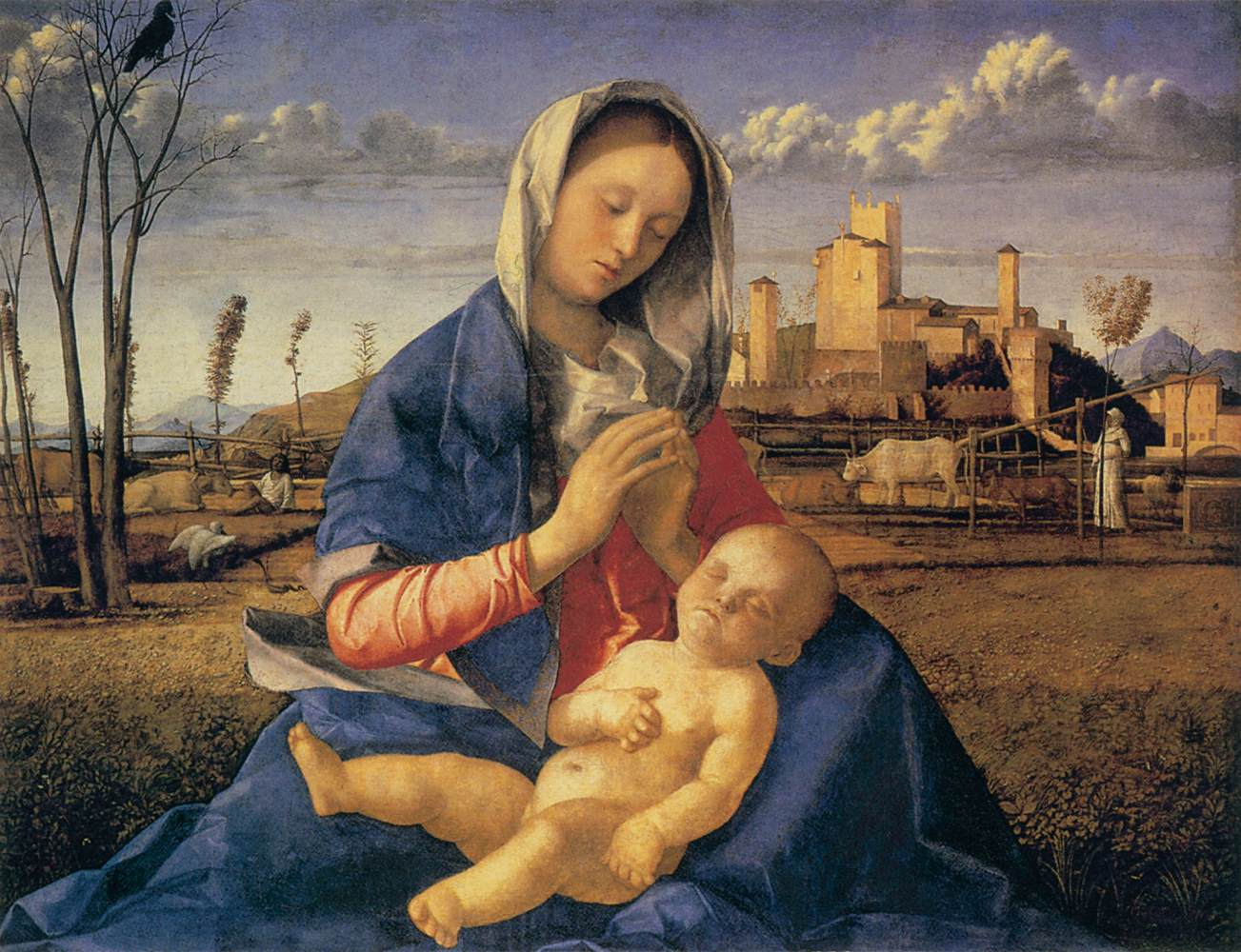
Madonna del Prato, National Gallery, Londres.

Giovanni Bellini développe aux abords du XVIe siècle, une approche de plus en plus innovante de la peinture et de la relation entre les personnages et le paysage, qui est ensuite reprise par Giorgione, Titien et d'autres, donnant lieu aux extraordinaires innovations de la peinture vénitienne de la fin de la Renaissance. Par exemple, dans la Vierge à l'Enfant entourée de saint Jean-Baptiste et d'une sainte, les personnages sont encore séparés du paysage en arrière-plan mais la vue naturaliste est déjà unitaire, limpide et pleine de valeurs atmosphériques obtenues par une lumière dorée cohérente.
Le Portrait du doge Leonardo Loredan, daté d'environ 1501, marque la pleine maturation de la leçon d'Antonello de Messine avec la construction rationnelle des corps et de l'espace, évidente dans le réalisme général des rides comme des vêtements, où la fixité reflète la valeur de la dignité de la charge du sujet. Les caractéristiques psychologiques sont sublimées par un détachement solennel, au nom du décorum du rôle hiérarchique du doge .
Le Baptême du Christ dans l'église Santa Corona de Vicence (1500-1502), une composition assez traditionnelle, montre néanmoins, parmi les premières de la production de l'artiste, une immersion calme des figures dans l'espace qui les entoure, traversé par la lumière et l'air, avec une possible influence de Giorgione, élève de Bellini à l'époque.
Le Saint Jérôme lisant dans le désert de la National Gallery of Art de Washington marque peut-être une remise en question vers la modernisation, avec la date controversée de 1505 (pour l'original), mais un style lié aux mœurs d'environ 1490. Il s'agit peut-être d'un travail collaboratif ou de la conclusion tardive d'un tableau commencé des années plus tôt.
Son chef-d'œuvre incontesté de la Madonna del Prato (vers 1505), présente une somme de significations métaphoriques et religieuses combinées à une poésie et une émotion profondes. Le paysage est clair et raréfié, avec une luminosité sereine, qui représente l'idéal du calme, compris comme une réconciliation spirituelle, idyllique et recluse.
De tels sentiments et une profondeur de lecture similaire reviennent dans des œuvres ultérieures telles que la Vierge à l'Enfant du Detroit Institute of Arts (1509) ou celle de la Pinacothèque de Brera (1510). Dans les deux ouvrages, un rideau sépare le groupe sacré du paysage ; on peut y lire une nouvelle vision, rappelant les avancées de Giorgione, où les éléments humains se confondent avec la nature. Dans la Vierge à l'Enfant de Brera, les analyses ont révélé l'absence de dessin sous le paysage, témoignant d'une assurance pleine et totale dans l'aménagement de la nature. Une Vierge à l'Enfant conservée à la Galerie Borghèse de Rome est également proche de cette œuvre, peut-être la dernière version entièrement dédicacée du sujet.

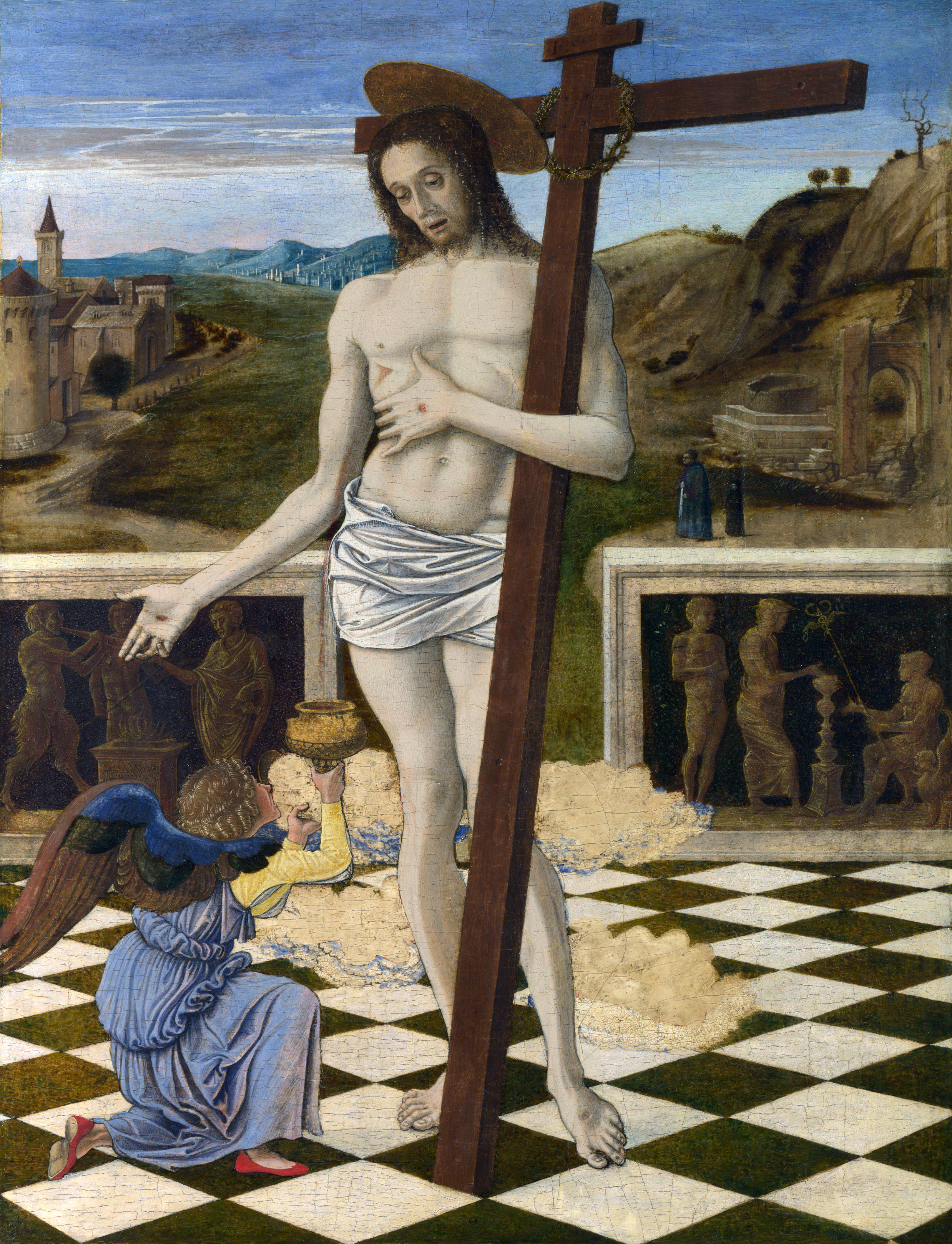
Le Sang du Rédempteur, v. 1460. Tempera à l'œuf / bois, 47 × 37 cm. National Gallery. Londres
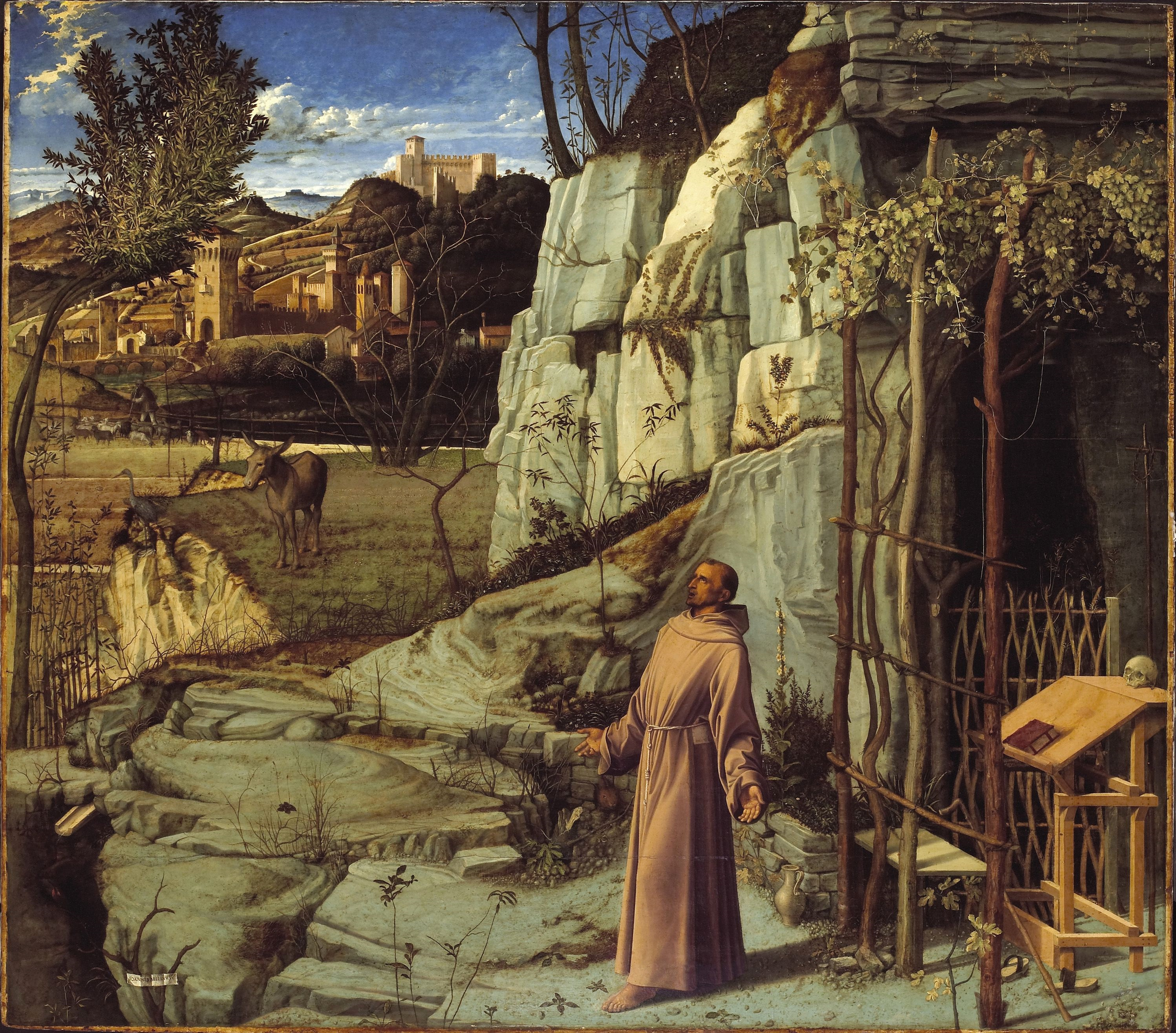
L'Extase de saint François, 1480-1485, huile / bois, 124,4 × 141 cm, Frick Collection, New York
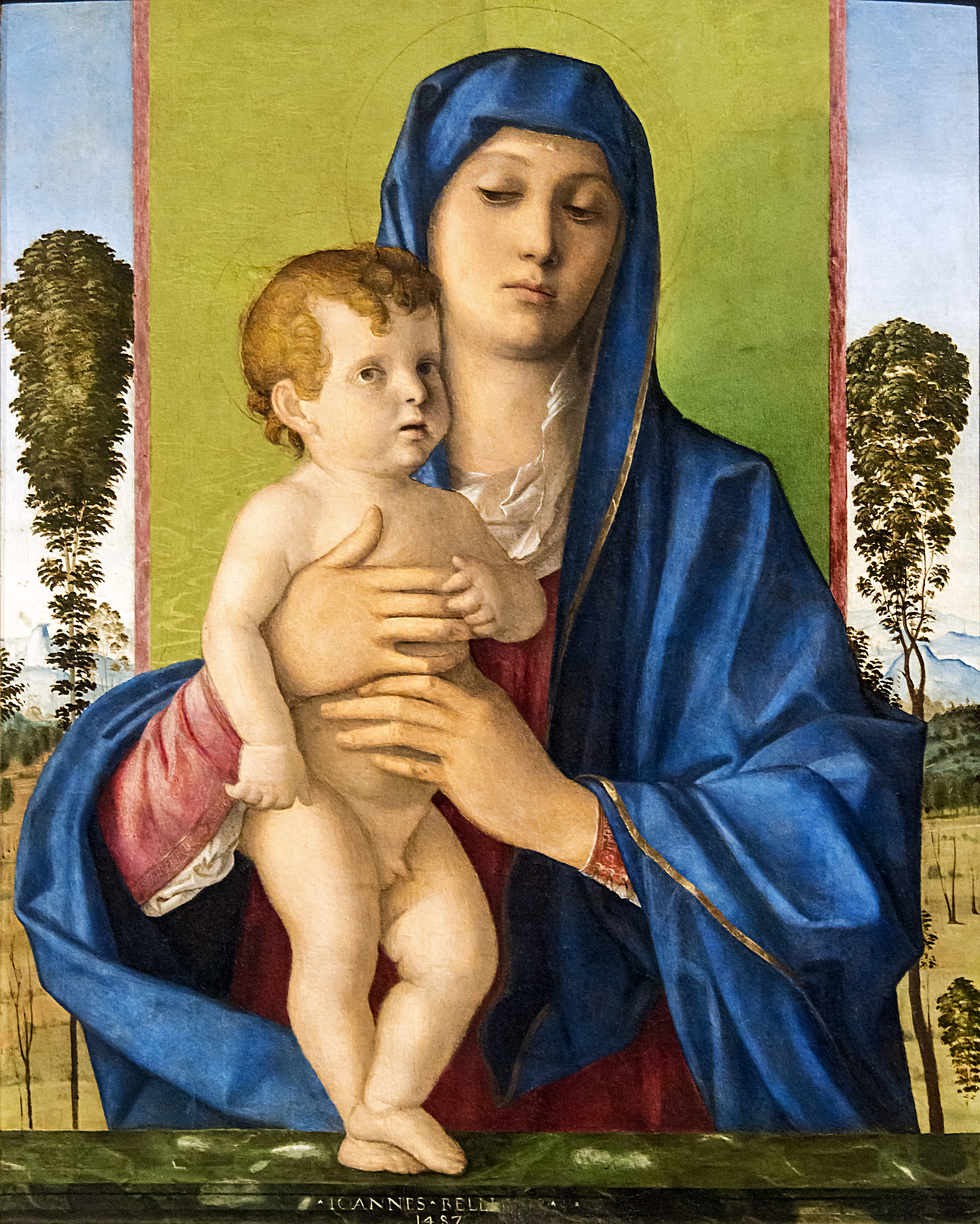
La Vierge aux arbrisseaux, 1487, huile / bois, 74 × 58 cm, Gallerie dell' Accademia, Venise

### Dernière période

#### Retable de San Zaccaria

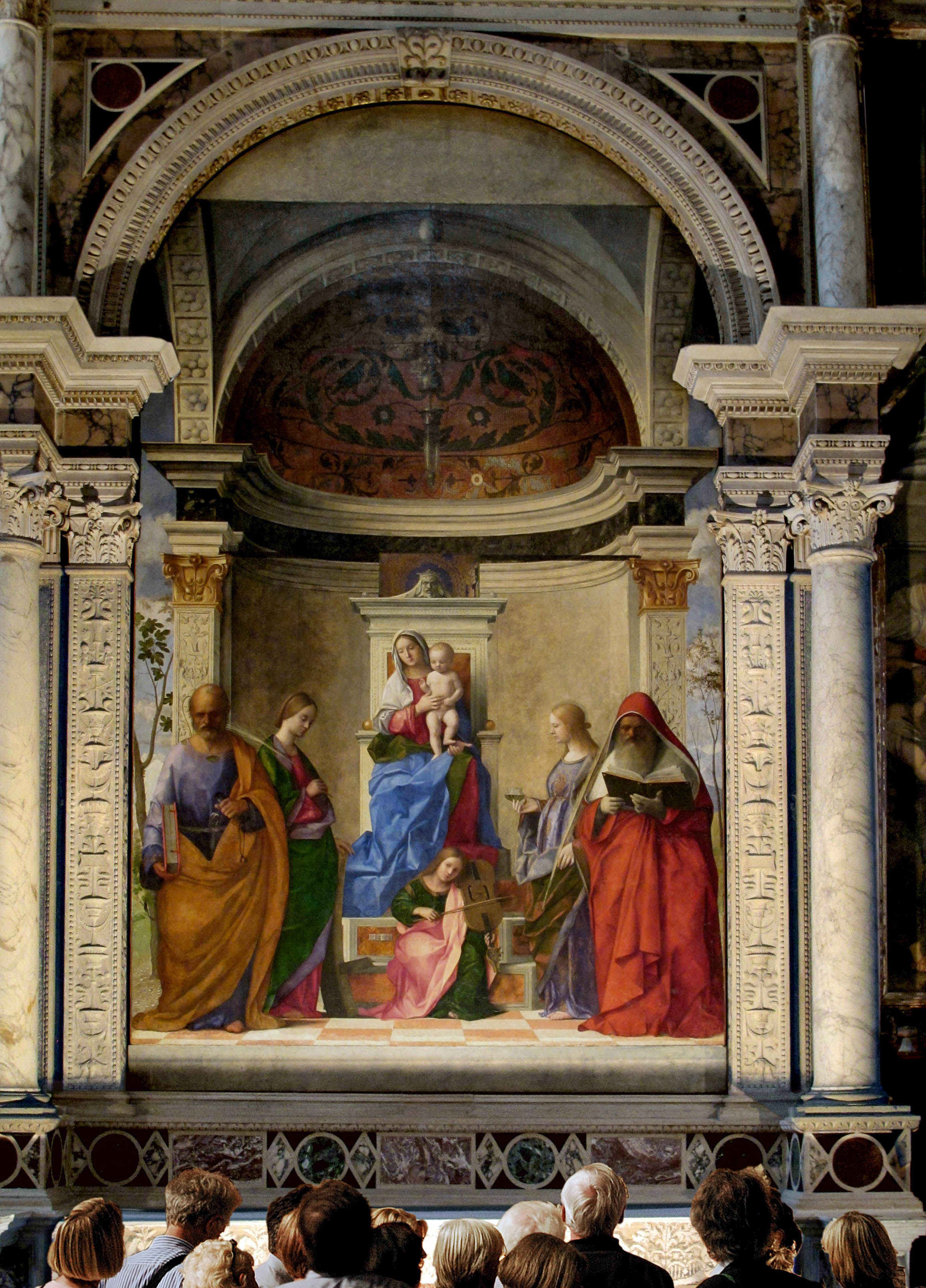
Retable de San Zaccaria, église San Zaccaria, Venise.

Le Retable de San Zaccaria (1505) marque le début de la dernière phase productive du peintre. Dans cette œuvre, Bellini, alors âgé de soixante-quinze ans, parvient encore à se renouveler en accueillant les suggestions des premières réalisations de Giorgione, liées au soi-disant tonalisme. Avec habileté et conscience, il embrasse la nouvelle évolution artistique, l'assimile et l'adapte, avec une extrême cohérence, à sa propre poétique. Dans ce retable, la structure de composition ne diffère pas beaucoup de celle du Retable de Saint-Job, mais la présence du paysage sur les côtés, inspirée d'une idée d'Alvise Vivarini, génère une lumière qui adoucit les formes, réchauffe l'atmosphère et génère une nouvelle harmonie faite de larges plans, de taches chromatiques et de tons incitant à la contemplation.
Le retable fait également référence à Giorgione pour des citations directes : saint Pierre et saint Jérôme, avec leurs barbes légèrement ombrées, font en effet référence à la physionomie de saint Joseph dans la Sainte Famille Benson (National Gallery of Art, Washington) du maître de Castelfranco, tandis que saint Catherine, la deuxième en partant de la gauche, est une reprise littérale de la Vierge dans le même panneau.

#### Mort de Gentile
Gentile Bellini est  enterré le 23 février 1507, selon les informations consignées par Marino Sanuto le Jeune ; dans ses écrits, l'auteur a ajouté une note de bas de page selon laquelle « est resté son frère Zuan Belin, qui est le plus excellent peintre d'Italie ».
Dans ces années, la capacité et l'autorité de Giovanni dans le domaine artistique de Venise sont incontestables, tout comme sa stature morale en général. Dans une lettre datée de 1505  à son ami Willibald Pirckheimer, Albrecht Dürer, quiy vit alors, rappelle avec fierté comment il a été loué en public par Bellini, qui aurait également demandé que certaines de ses œuvres soient bien payées : « Tout de moi on avait dit que c'était un grand homme, et en fait il l'était ». Dürer écrit à propos de Giovanni : « et je me sens vraiment comme un de ses amis. Il est très vieux, mais il est certainement toujours le meilleur peintre de tous ».
À la mort de Gentile, Giovanni hérite de tous les précieux cahiers de l'atelier de son père Jacopo, à la condition toutefois de se consacrer à l'achèvement de la grande telero de Saint Marc prêchant à Alexandrie, commencée par Gentile en 1504 pour la Scuola Grande di San Marco. Cette condition se justifie par la réticence du peintre à traiter de scènes narratives, liées aux grands cycles, préférant plutôt les allégories et les sujets religieux.

#### Œuvres profanes

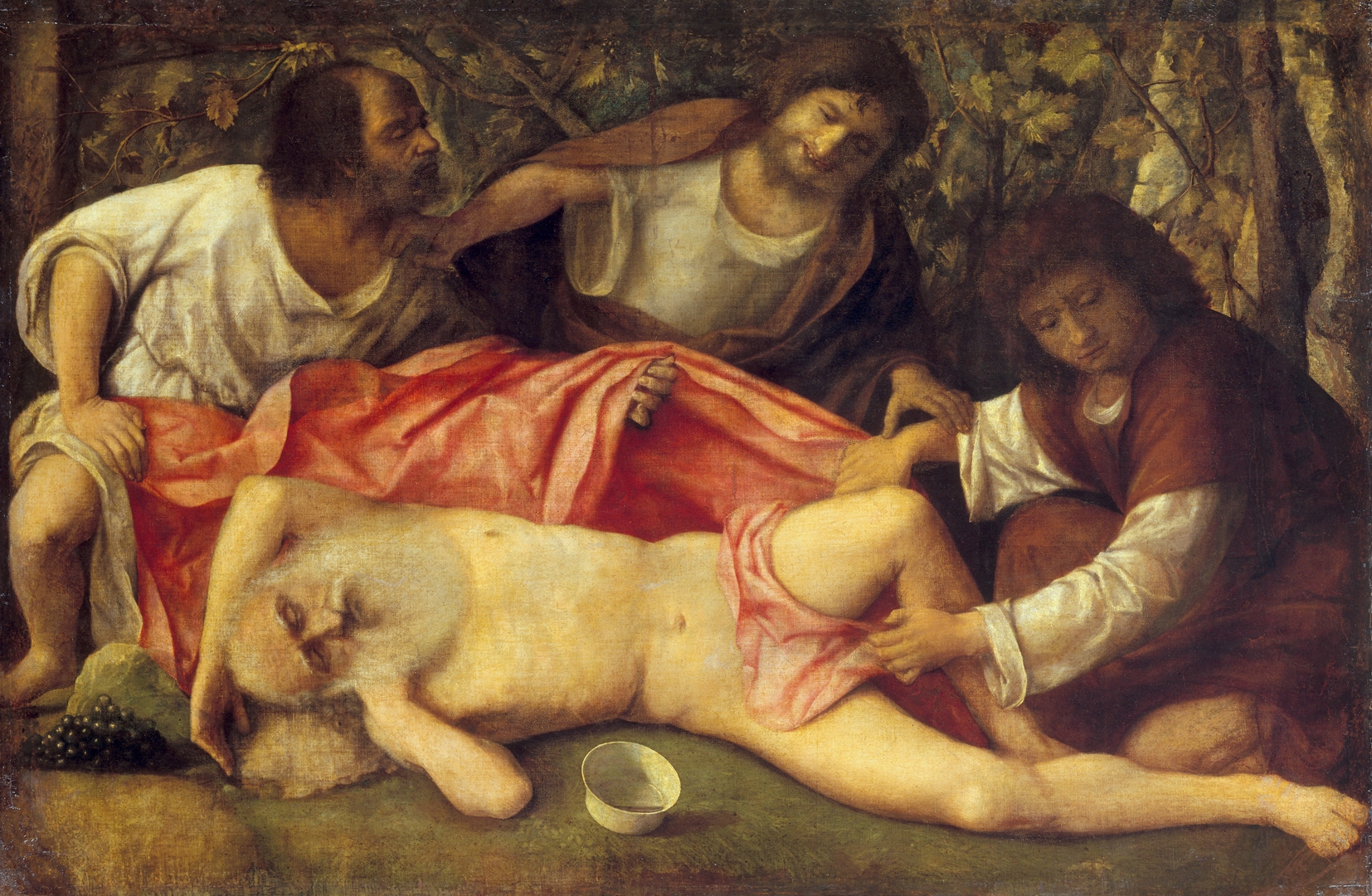
L'Ivresse de Noé, v. 1515. huile / toile,, musée des Beaux-Arts et d'Archéologie de Besançon.

Les dernières productions de Bellini se caractérisent par la demande de sujets profanes, thèmes de plus en plus chers à la riche aristocratie vénitienne. Il peint La Clémence de Scipion pour la famille Corner à la place de son beau-frère Andrea Mantegna, décédé en 1506, un monochrome dans lequel sa douce technique du clair-obscur dissout le sujet antique, lui insufflant une douceur humaine sans précédent.
Sa renommée s'étendant désormais au-delà des frontières de la République, il fait l'objet de nombreuses demandes de particuliers, sur des sujets rares dans sa production, liés à la littérature et au classicisme. Pietro Bembo, dans une lettre à Isabelle d'Este en 1505, décrit comment le vieux maître s'est pleinement impliqué dans le nouveau climat culturel, dans lequel l'artiste est désormais également actif dans l'élaboration thématique et iconographique du sujet demandé.
La Jeune femme nue au miroir (1515), dans laquelle le sujet idéalement érotique est cependant montré dans une chaste contemplation, Bacchus enfant, et surtout Le Festin des dieux sont d'autres œuvres ultérieures. Sa production de retables se poursuit, comme une dernière Pietà pour la famille Martinengo, ou Saint Jérôme lisant avec saint Christophe et saint Louis de Toulouse (église San Giovanni Grisostomo, Venise), une œuvre pleine de sujets théologiques où l’influence de Titien s’affirme, tout comme dans L'Ivresse de Noé.
Repoussé à l’idée de reprendre les formules qui lui avaient assuré le succès, Bellini sait renouveler son inspiration et son langage, tirant profit de ses contacts avec de jeunes peintres tels que Giorgione et Titien. C’est ainsi que le Baptême du Christ lie plus étroitement visages et paysages, les tons chauds prédominent.
La proximité de Bellini avec les nouveautés du tonalisme est évidente dans des œuvres telles que L'Ivresse de Noé : la scène est résolue avec de larges plans de couleur rougeâtre et violacée, avec une douceur dense de la matière picturale, dérivée de l'exemple de Giorgione ; la composition, qui se déploie horizontalement, est animée par la connexion apparemment fortuite des gestes qui lient les personnages les uns aux autres. Bellini a aussi recours à une préparation typique du XVe siècle, avec une attention particulière au dessin de base et à une étude du schéma prospectif des coudes, des mains et des genoux, garantissant à l'artiste une continuité stylistique et une extraordinaire cohérence avec son activité antérieure, démontrant encore, au seuil des quatre-vingt-dix ans, son extraordinaire polyvalence et sa capacité d'adaptation.

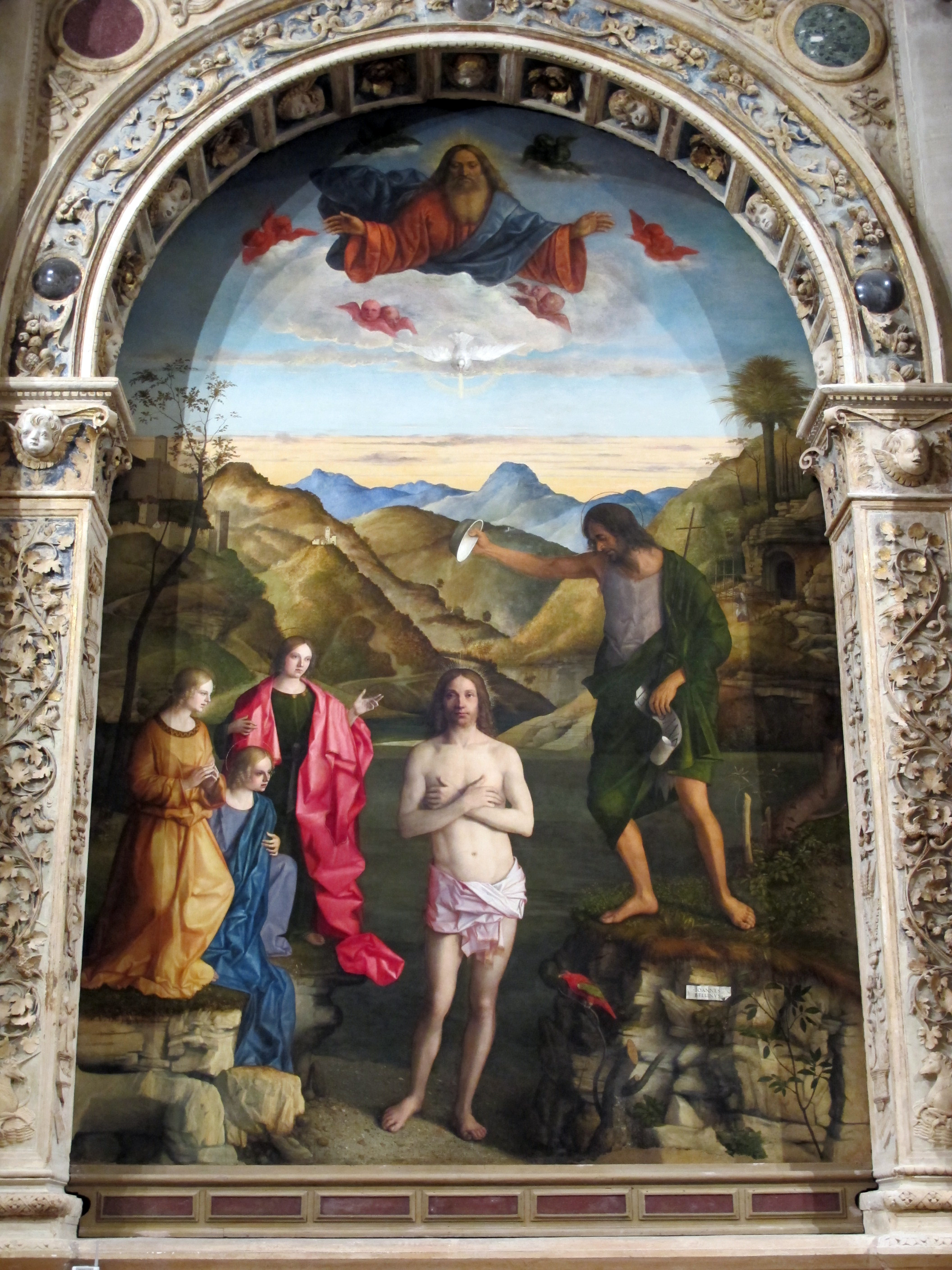
Le Baptême du Christ, 1500-1502, huile / toile, 400 × 263 cm. Santa Corona, Vicenza
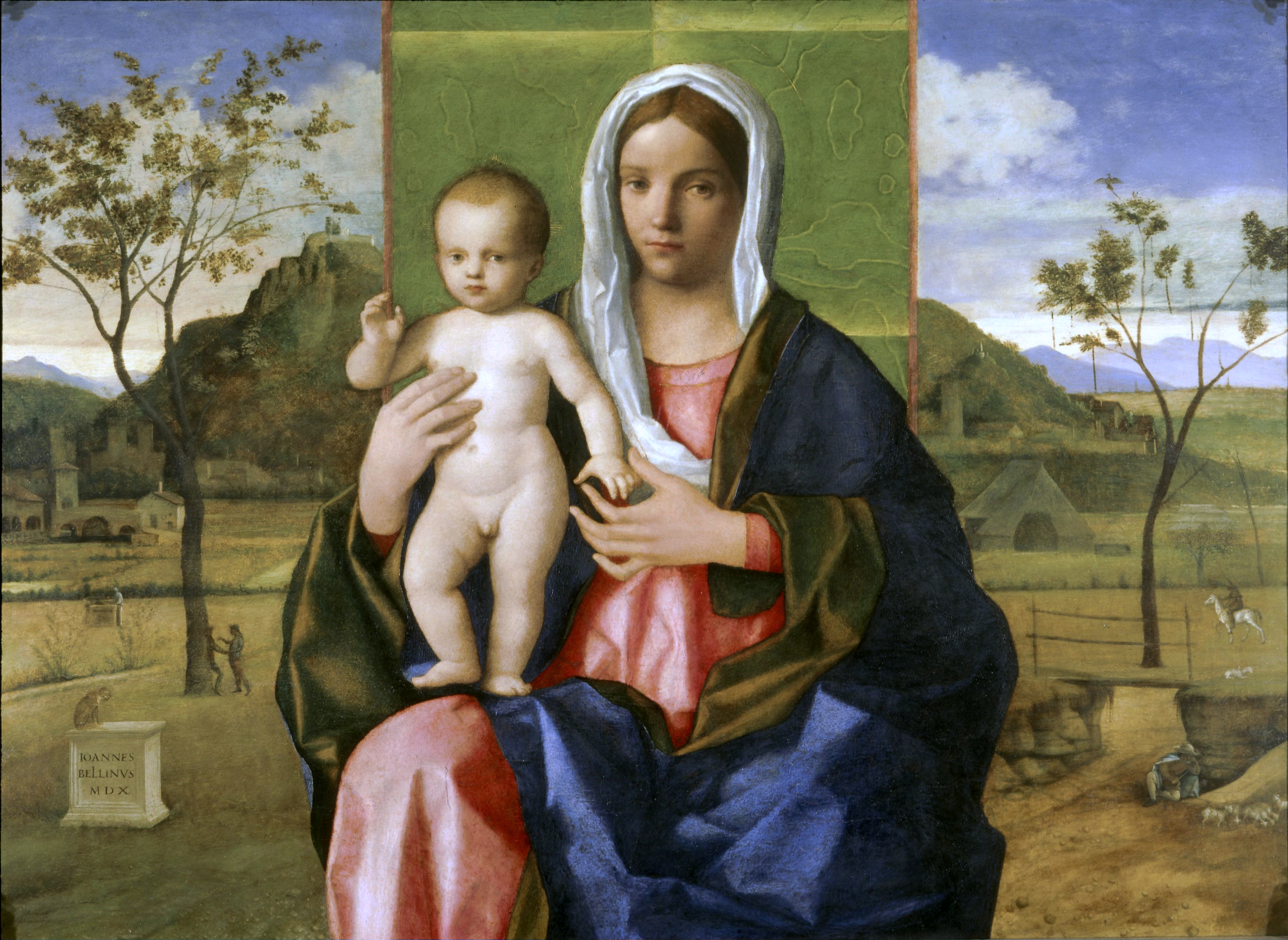
Vierge à l'Enfant, 1510, huile / bois, 85 × 118 cm. Pinacothèque de Brera
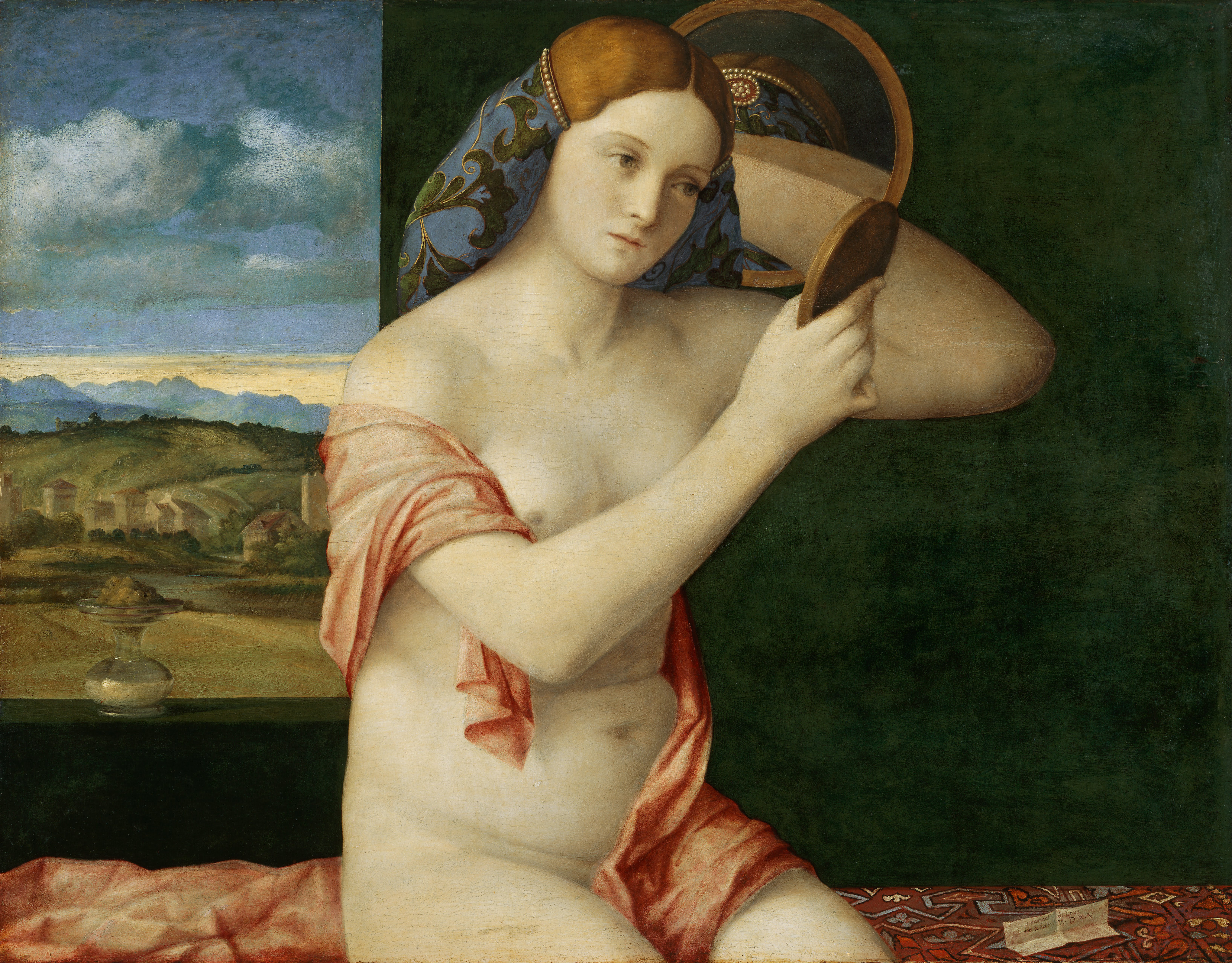
Jeune femme nue au miroir, 1515, huile / toile, 62 × 79 cm. Musée d'histoire de l'art de Vienne

#### Le Festin des dieux

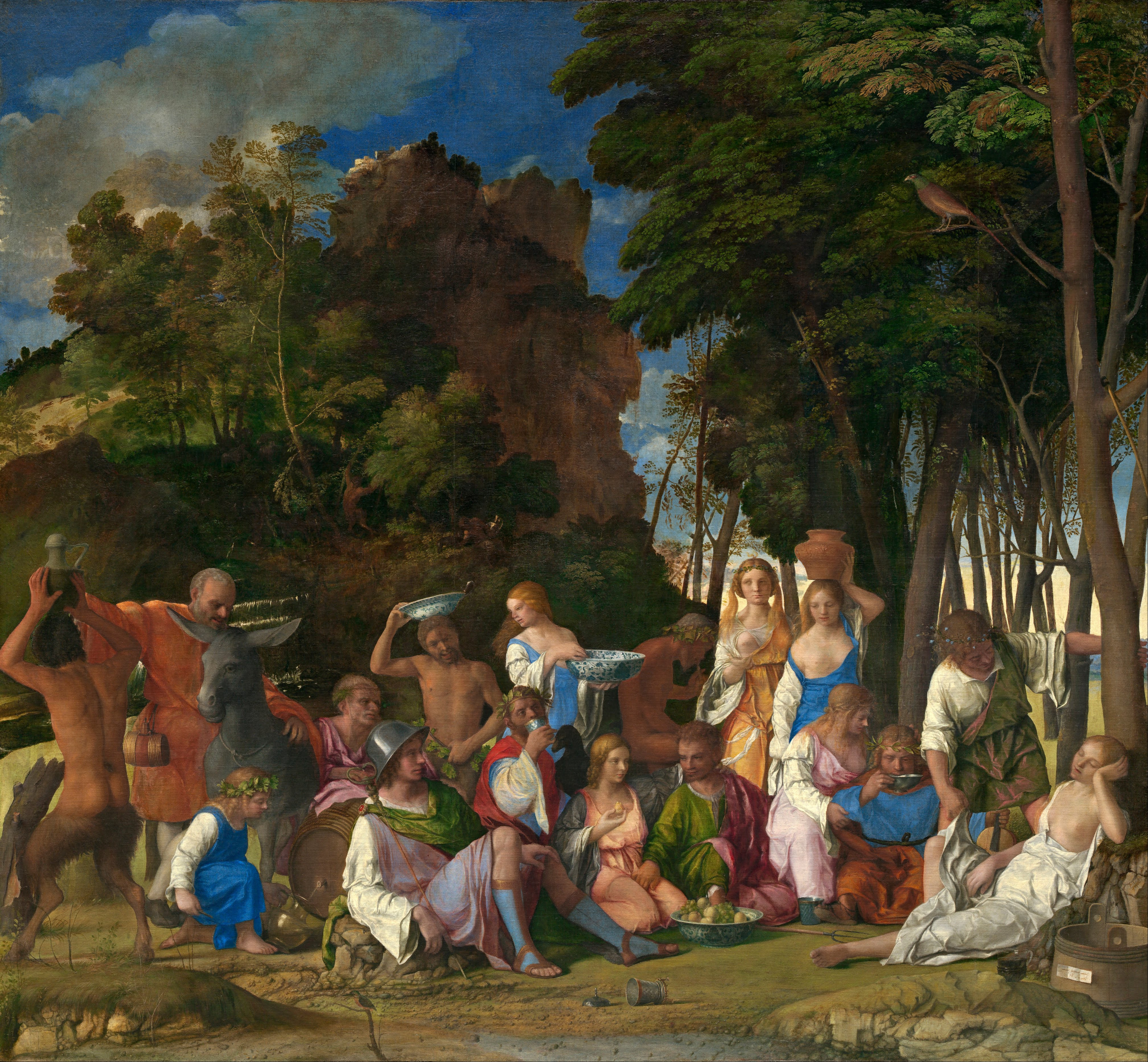
Le Festin des dieux, 1514-1529, peinture reprise et achevée par Titien, Huile / toile,. National Gallery of Art.

En 1514, Giovanni Bellini signe l'une de ses dernières commandes importantes, Le Festin des dieux, une œuvre au sujet profane, probablement dérivée des Fastes d'Ovide, qui inaugure la série de peintures du camerino d'alabastro, le cabinet d' Alphonse Ier d'Este. L'œuvre, retouchée plus tard par Titien et Dosso Dossi pour adapter le paysage aux autres tableaux de la série, et peut-être aussi certains attributs iconologiques, traite d'un sujet raffiné, érotique et lascif, que le peintre a cependant résolu avec un caractère somme toute chaste et une approche mesurée, typique de sa poétique. Les apports du tonalisme sont désormais extrêmement évidentes, combinées à une certaine dureté et à un drapé « pointu » dérivé de l'exemple de Dürer. Il semble que Bellini lui-même ait ajouté des détails plus explicites, comme les seins nus des nymphes ou le geste risqué de Neptune au centre, pour répondre aux demandes du client.
E. Siciliano a écrit à propos du tableau: « Et pourtant, même entre les mains d'autrui, reste intacte la pureté de la poésie de Giovanni, qui était celle d'un homme qui méditait [...] sur la beauté de l'existence de l'homme dans le monde ».

#### Décès
En 1515, Bellini achève un dernier tableau, le Portrait de Fra Teodoro d'Urbino en saint Dominique, d'une intensité austère. Il commence à travailler sur la toile du Martyre de saint Marc, commandée l'année précédente par la Scuola Grande di San Marco, œuvre restée incomplète et achevée seulement en 1537, par Vittore Belliniano.
Giovanni Bellini meurt le 29 novembre 1516. Il est le dernier de sa génération, après le décès de Mantegna et Gentile Bellini ; mais contrairement à ce dernier, Giovanni a évolué dans sa carrière, essayant constamment de se mettre à jour et d'intégrer la nouveauté. Son intense carrière de plus de soixante ans, toujours aux plus hauts niveaux, s'est en effet déroulée entièrement « entre innovation et conservation », comme l'écrivait Rodolfo Pallucchini en 1964.
Dans sa capacité à s'adapter et à recevoir le meilleur autour de lui, Bellini est semblable à Raphaël, se renouvelant continuellement sans jamais contredire le lien avec sa propre tradition, la valorisant même et en faisant un point fort .

### Élèves
Selon des informations de Vasari, non confirmées par d'autres sources, Giorgione a été formé par Giovanni Bellini. Nicolò Rondinelli et Marco Bello figurent parmi ses disciples documentés. Parmi les autres élèves de l'atelier figurent Girolamo da Santa Croce, Vittore Belliniano, Rocco Marconi, Andrea Previtali et peut-être Bernardino Licinio.

### Postérité
Bellini ne fait peut-être pas figure de révolutionnaire, mais le retentissement de son œuvre est capital. Aux autres peintres vénitiens, il enseigne l’épanouissement de la forme, les ressources de la couleur au sens de colorito, le goût de la nature et l’expression du sentiment. Dans son atelier, il forme de nombreux élèves, dont certains vont travailler sur la terre ferme (en dehors de Venise). Dans la première moitié du XVIe siècle, beaucoup de peintres subiront encore l’attrait de sa manière.

## Style

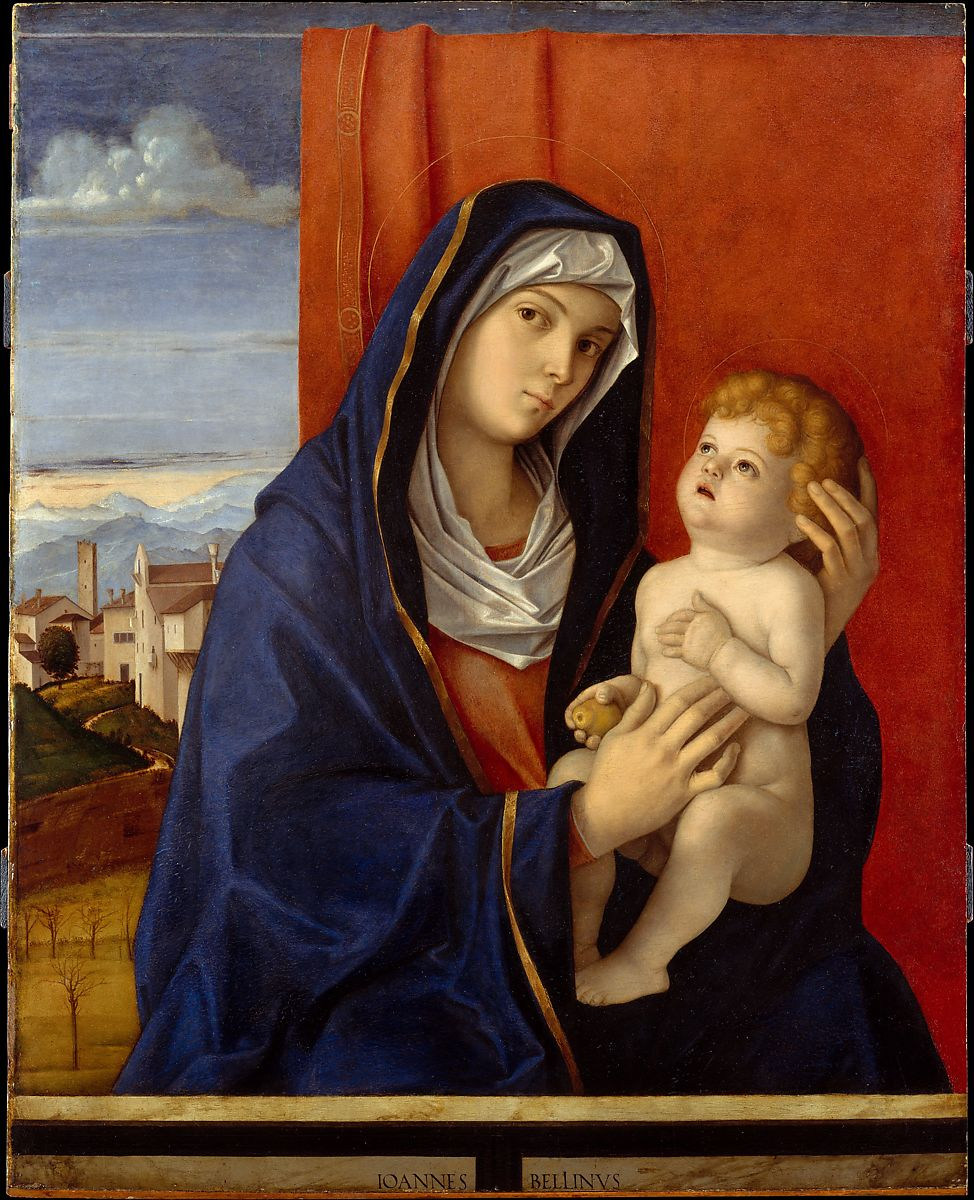
Vierge à l'Enfant, 1485-1490, huile sur panneau, New York, Metropolitan Museum of Art.

Giovanni Bellini combine le plasticisme métaphysique de Piero della Francesca et le réalisme humain d'Antonello de Messine, et non celui exaspéré des Flamands, avec la profondeur chromatique typique des Vénitiens, ouvrant la voie au soi-disant « tonalisme ». Il est également influencé par son beau-frère Andrea Mantegna, qui l'initie aux innovations de la Renaissance florentine. Celui-ci, avec qui il a eu l'occasion de travailler pendant son séjour à Padoue, l'a influencé dans l'expressivité des visages et dans la force émotionnelle que véhiculent les paysages en arrière-plan ; son style y gagne aussi un temps durant une finesse calligraphique. À Padoue, Bellini rencontre également la sculpture de Donatello, qui à cette époque confère à son œuvre une charge expressionniste, se rapprochant d'un style plus proche de l'environnement nordique.
Giovanni a donc apporté de grandes innovations à la peinture vénitienne, alors que son père Jacopo et son frère Gentile étaient encore liés à la solennité byzantine et au style gothique tardif qui, à Venise, en architecture, a commencé à décliner seulement à partir de 1470. Il accueillit plus tard la claire luminosité de Piero della Francesca et fut l'un des premiers à comprendre les innovations atmosphériques d'Antonello de Messine, qui transformait la lumière en un liant doré entre les figures, capable de donner la sensation de circulation de l'air. Ses paysages acquièrent une valeur et une qualité qui font de Giovanni le plus grand peintre paysagiste italien de la basse Renaissance.
Déjà âgé, il appréciait les qualités des artistes de passage dans la lagune, comme Léonard de Vinci et Albrecht Dürer, assimilant respectivement leurs sfumato et le goût nordique pour les drapés pointus. Mais sa plus grande conquête fut, à soixante-dix ans, d'avoir reconnu l'étendue de la révolution du tonalisme de Giorgione et, un peu plus tard, du jeune Titien, appliquant la couleur dans des champs plus larges et plus doux, sans limite claire donnée par le ligne de contour, et tendant à fondre les sujets avec le paysage qui les entoure.
Tant au sens artistique que mondain, la carrière de Bellini fut, dans l’ensemble, très prospère. Sa longue carrière a commencé avec les styles du Quattrocento, mais a évolué vers les styles progressistes de la Renaissance post-Giorgione. Il vécut assez longtemps pour voir sa propre école éclipser de loin celle de ses rivaux, les Vivarini de Murano ; il incarnait, avec une puissance croissante et mûrie, toute la gravité dévotionnelle et une grande partie aussi de la splendeur mondaine de la Venise de son temps. Il vit son influence se propager par de nombreux élèves, dont deux au moins, Giorgione et Titien, égalèrent ou même surpassèrent leur maître. Bellini a survécu à Giorgione de cinq ans ; Titien le défie, revendiquant une place égale aux côtés de son maître. 
Bellini a joué un rôle essentiel dans le développement de la Renaissance italienne en raison de son incorporation de l'esthétique de l'Europe du Nord. Fortement influencé par Antonello de Messine et les tendances contemporaines telles que la peinture à l'huile, il a introduit la pala, ou retable à panneau unique, dans la société vénitienne avec son Couronnement de la Vierge, dit Retable de Pesaro. Certains détails de cet ouvrage, comme des ruptures dans le modelé des figures et des ombres, suggèrent que Bellini travaillait encore à maîtriser l'utilisation de l'huile. Cette peinture diffère également des scènes de couronnement précédentes car elle apparaît comme une « fenêtre » sur une scène naturelle et exclut les figures paradisiaques typiques qui l'accompagnent. Le décor simple permet aux spectateurs de s'identifier plus facilement à la scène elle-même qu'auparavant, reflétant les concepts humanistes et les inventions de Leon Battista Alberti. 
Il a également utilisé le symbolisme déguisé inhérent à la Renaissance nordique. Il a pu maîtriser le style d'Antonello de Messine de peinture à l'huile et de texture de surface, et utiliser cette compétence pour créer une approche raffinée et distinctement vénitienne de la peinture. Il mélange cette nouvelle technique avec les traditions vénitiennes et byzantines (qui influençaient auparavant l'art de la ville) d'iconographie et de couleur pour créer un thème spirituel que l'on ne retrouve pas dans les pièces d'Antonello. Le réalisme de la peinture à l'huile associé aux traditions religieuses de Venise sont des éléments uniques du style de Bellini, qui le distinguent comme l'un des peintres les plus innovants de la Renaissance vénitienne ,. Comme le démontrent des œuvres telles que L'Extase de saint François (v.1480) et le Retable de Saint-Job (v. 1478), Bellini utilise la symbolique religieuse à travers des éléments naturels, comme les vignes et les rochers. Pourtant, sa contribution la plus importante à l’art réside dans son expérimentation de l’utilisation de la couleur et de l’atmosphère dans la peinture à l’huile. 
Comme Raphaël, il a obtenu un équilibre extrême à partir d'une harmonie extrême ; cependant, la poésie elle-même a été la principale inspiration et le but de son art.
Bernard Berenson écrit de lui : « Pendant cinquante ans il guida la peinture vénitienne de victoire en victoire, il la trouva brisant sa coquille byzantine, menacée de se pétrifier sous les gouttes de canons pédants, et il la laissa entre les mains de Giorgione et de Titien, l'art plus complètement humaine que toute autre que le monde occidental ait jamais connue depuis la décadence de la culture gréco-romaine».

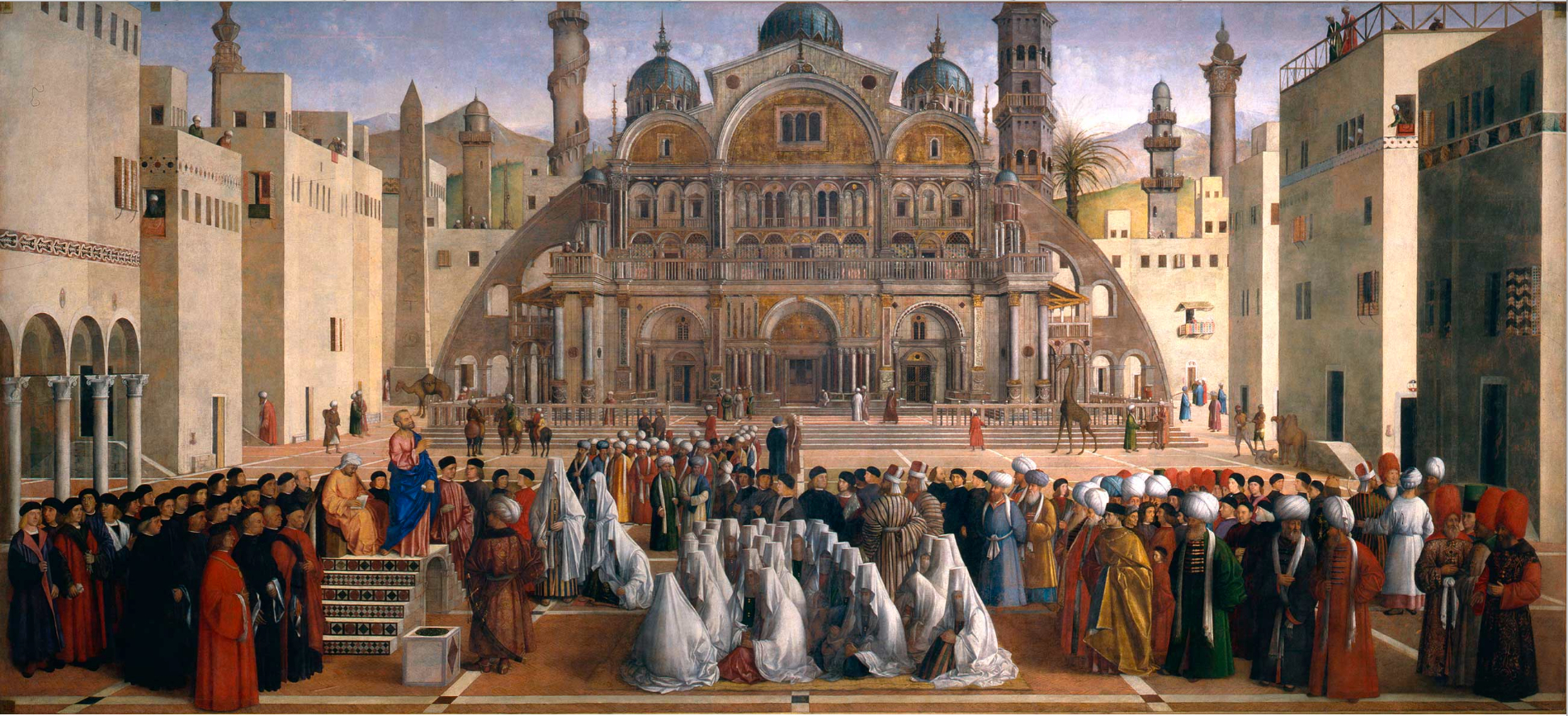
Gentile et Giovanni Bellini, Saint Marc prêchant à Alexandrie, 1504-1507, huile sur toile, Pinacothèque de Brera, Milan.

## Processus pictural

### Colorito
Les Vénitiens n'utilisent pas le terme colore, ils lui préfèrent celui de colorito :  le processus qui met en œuvre, par les jeux des pinceaux, et autres outils de peintre, des matières picturales plus ou moins colorées, opaques ou transparentes. Il faut donc bien se représenter l'aspect final d'une zone picturale, non comme une « couleur », mais comme le résultat d'un travail de peinture, le résultat d'un ensemble d'opérations.

### Tonalisme
Stefano Zuffi décrit ainsi le « tonalisme » qu'emploient Bellini et les peintres vénitiens de cette époque (Giorgione, Titien, Sebastiano del Piombo…) comme « une technique picturale basée sur l'emploi de fines couches de couleur superposées qui se fondent doucement dans l'atmosphère ambiante » de la scène représentée.
L'usage de la peinture à l'huile à Venise est d'abord connue par les peintures des primitifs flamands qui sont commercialisées et circulent en Italie comme ailleurs en Europe avec le même succès au XVe siècle. En 1475-76, le passage d'Antonello de Messine séduit alors par le fondu de sa peinture à l'huile et l'espace clair qu'il introduit dans la peinture de dévotion. Giovanni Bellini va s'emparer de cette matière picturale vers 1480 pour en développer tous les effets de fondu et de transparence dans la représentation des effets atmosphériques et d'harmonie colorée propre à un moment du jour, comme on le perçoit plus qu'ailleurs dans la lumière de Venise et de sa lagune. Il met cette méthode en pratique vers 1480, et d'une manière spectaculaire dans L'Extase de saint François (1480-1485).

### Dessin
Les études techniques exposées en 2006 ont montré que des dessins sous-jacents sont visibles au moins sur La Vierge et l'Enfant bénissant (1487) et sur la Jeune Femme à sa toilette (1515). Ces indications sont précises mais schématiques dans le cas du tableau de 1487, elles sont beaucoup plus nuancées et très rigoureusement utilisées ensuite, pour l'application d'une couche grise en 1515. Il a été remarqué que les détails faciaux et les bras de la Jeune Femme à sa toilette apparaissent sous la forme d'un trait présentant un certain grain qui pourrait correspondre à un transfert : le papier du dessin initial étant noirci au dos, le transfert se fait ainsi à la perfection.

### Textures
Pour ce qui est de la peinture elle-même dans les dernières toiles de Bellini, l'exposition de 2006 distingue deux pratiques. De nombreuses peintures de Bellini portent dans la préparation et dans les effets de surface des empreintes de doigt qui créent des textures. Mais dans la Jeune Femme à sa toilette, en dehors des chairs du corps et des bras, une texture granuleuse a été réalisée à la brosse. Cette couche d'un gris opaque a été passée jusqu'aux bords du dessin sous-jacent. La juxtaposition des chairs lisses comme le marbre et de zones texturées, pour les tissus, est un choix artistique rendu possible par l'usage d'un médium à séchage lent. Et comme on a pu remarquer des ruptures dans le dessin sous-jacent, il semblerait que Bellini ait procédé en deux temps. D'abord il a utilisé un premier tracé pour limiter les zones réservées à la couche grise texturée. Puis il a tracé, sur la couche grise, les plis qui sont dans le quart gauche de la toile. Dans les dernières étapes de la réalisation il a accentué certains contours par des lignes incisées dans la peinture fraîche, comme il aurait pu le faire avec l'extrémité du manche d'un pinceau. Enfin il a utilisé un compas pour tracer le miroir, puis incisé les tracés des contours du cadre afin d'en définir la forme avec la plus grande précision.

## Œuvres

### À Venise
Œuvres conservées à Venise
- La Transfiguration du Christ, 1455, bois, 133 × 90,3 cm, musée Correr, partie supérieure mutilée. Proviendrait de l'église San Giobbe
- Le Christ mort soutenu par deux anges, v. 1455-1460, bois, 64,5 × 50 cm, musée Correr
- Madone Frizzoni 1460, musée Correr
- Polyptyque de saint Vincent Ferrier (dominicain espagnol), 1464, en neuf panneaux, basilique Santi Giovanni e Paolo :
  - Registre central grandes figures : Saint Vincent, Saint Christophe à gauche, Saint Sébastien à droite.
  - Panneaux supérieurs : le Christ mort porté par les anges, l’Archange Gabriel et la Vierge de l’Annonciation sur les côtés
  - Prédelle : miracles de saint Vincent : Le saint sauve une femme du fleuve et protège une femme et un enfant d’un effondrement à gauche ; la Prédication de Tolède où le saint ressuscite deux morts pour qu’ils témoignent des vérités qu’il prêche, au centre ; Le saint ressuscite un enfant et libère des prisonniers à droite
- La Présentation au Temple, fin années 1470, bois, 80 × 105 cm, Pinacothèque de la Fondation Querini-Stampalia[39]
- Triptyque dei Frari, 1488, église Santa Maria Gloriosa dei Frari
- Le Repas des pèlerins d'Emmaüs, 1490, toile, 272 × 355 cm, église San Salvador
- La Vierge et l'Enfant avec quatre saints, 1505, retable, huile sur bois, reportée sur toile, 402 × 273 cm, église San Zaccaria
- Saint Jérôme lisant avec saint Christophe et saint Louis de Toulouse (1513), église San Giovanni Grisostomo.

Gallerie dell'Accademia
- Madone trônant adorant l'Enfant dormant 1475, bois, 120 × 65 cm.
- Madone Contarini (Notre-Dame du pouce), première moitié des années 1480, bois, 60 × 78 cm, offert par Girolamo Contarini.
- Vierge aux chérubins rouges, 1485, bois, 77 × 60 cm. Provient de la Scuola della Carità.
- Vierge aux arbrisseaux, 1487, bois, 71 × 58 cm
- Madone à l'Enfant entre saint Paul et saint Georges, bois, 68 × 88 cm
- Allégories (meuble de toilette ?), 1490, bois
  - Mélancolie, bois, 34 × 22 cm,
  - Prudence ou Vanité, bois, 34 × 22 cm
  - Bacchus, bois, 32 × 22 cm,
  - Envie ?, bois, 34 × 22 cm
  - Fortuna Inconstans
- La Vierge à l'Enfant entre sainte Catherine et sainte Marie Madeleine, v. 1490-1495, bois, 107 × 58 cm
- Retable de saint Job (san Giobbe) ou La Sainte Conversation, v. 1497, huile sur bois, 471 × 259 cm
- Vierge à l'Enfant entre saint Jean-Baptiste et une sainte, dite aussi Sainte Conversation Giovanelli, avt 1504, bois, 54 × 76 cm
- Pietà, dite Pietà Martinengo, vers 1505, bois, 65 × 87 cm
- Lamentation sur le Christ mort (vers 1515) toile, 444 × 312 cm

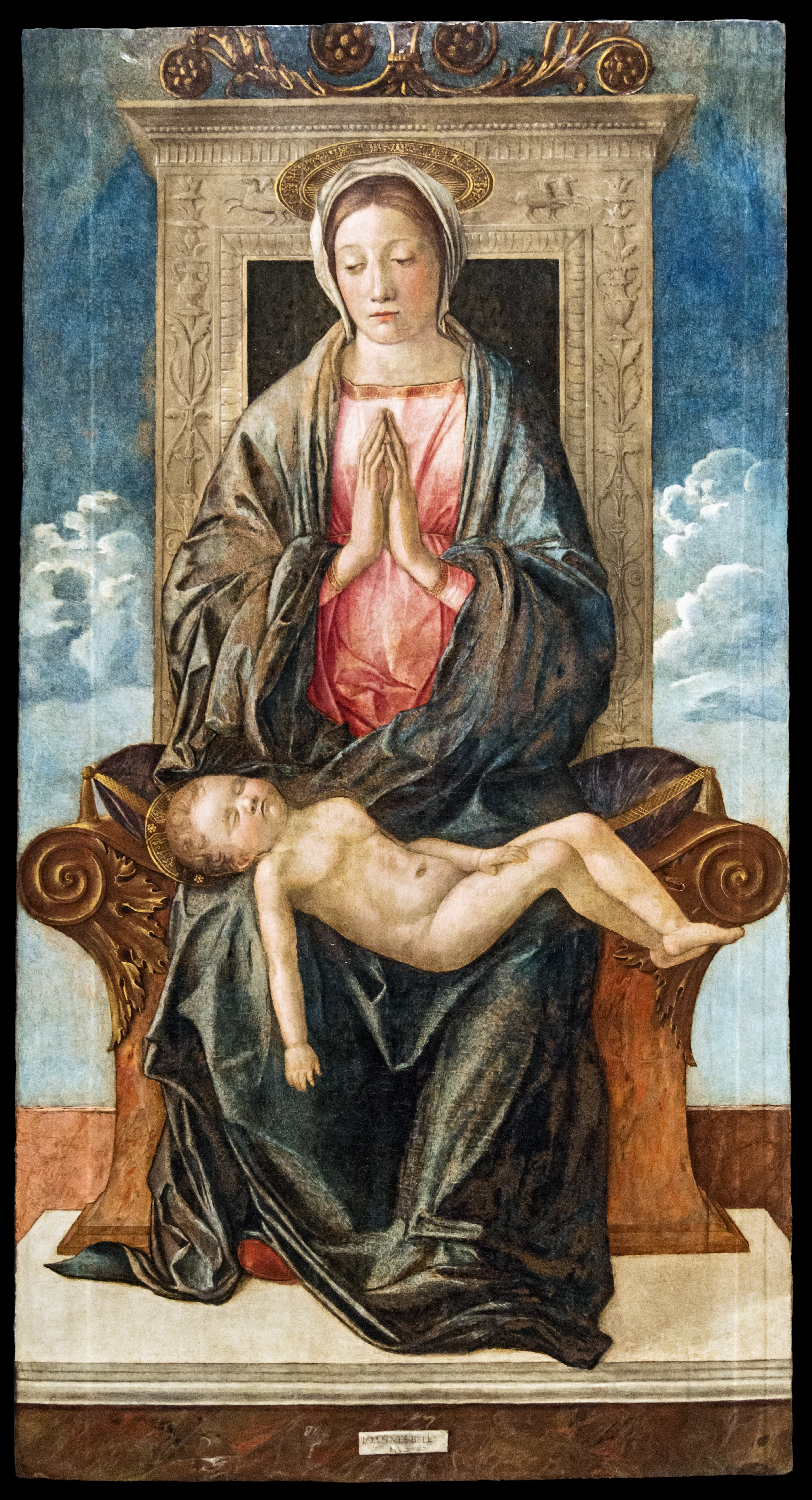
Madone trônant adorant l'Enfant dormant
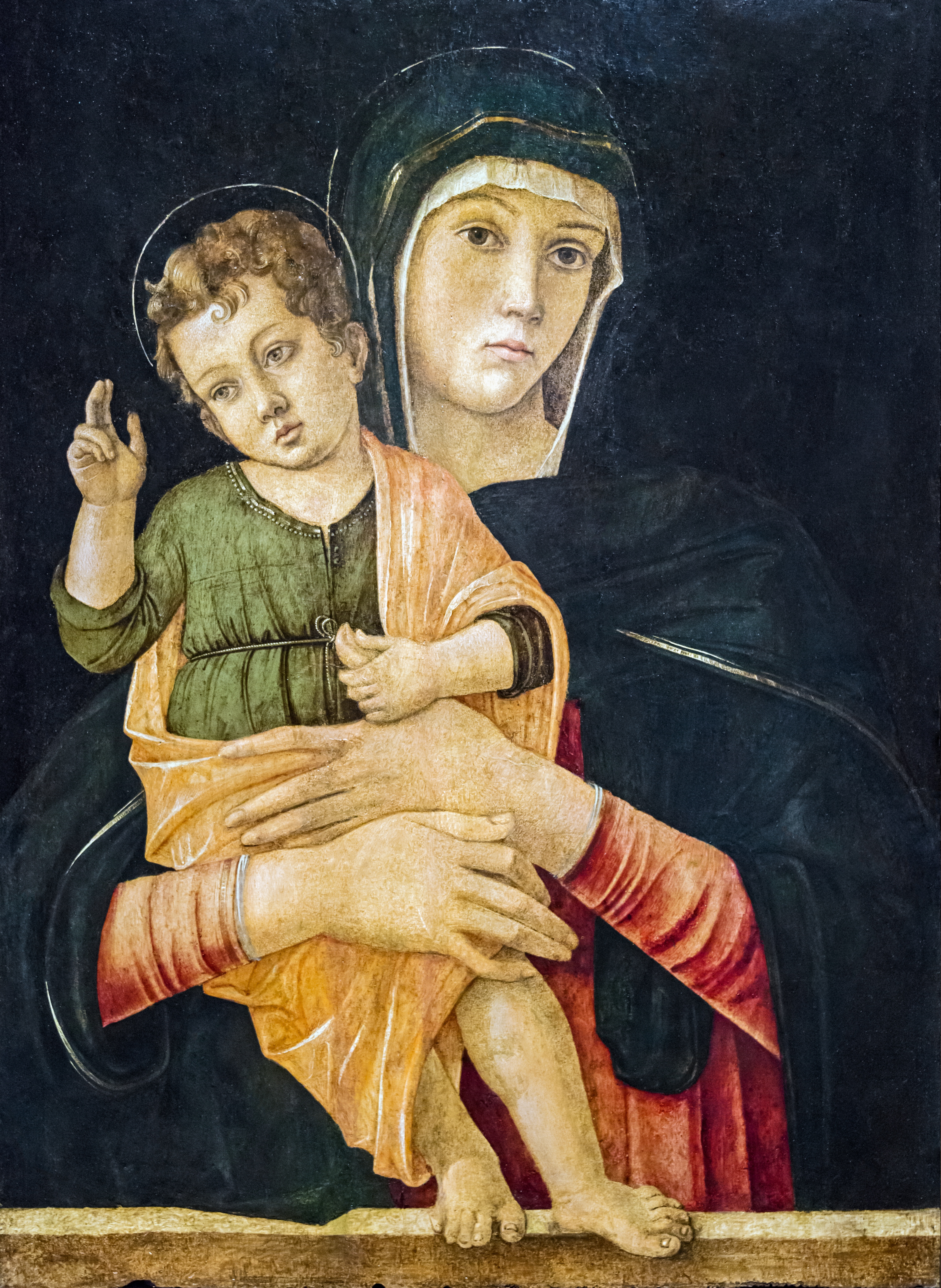
Notre-Dame du pouce
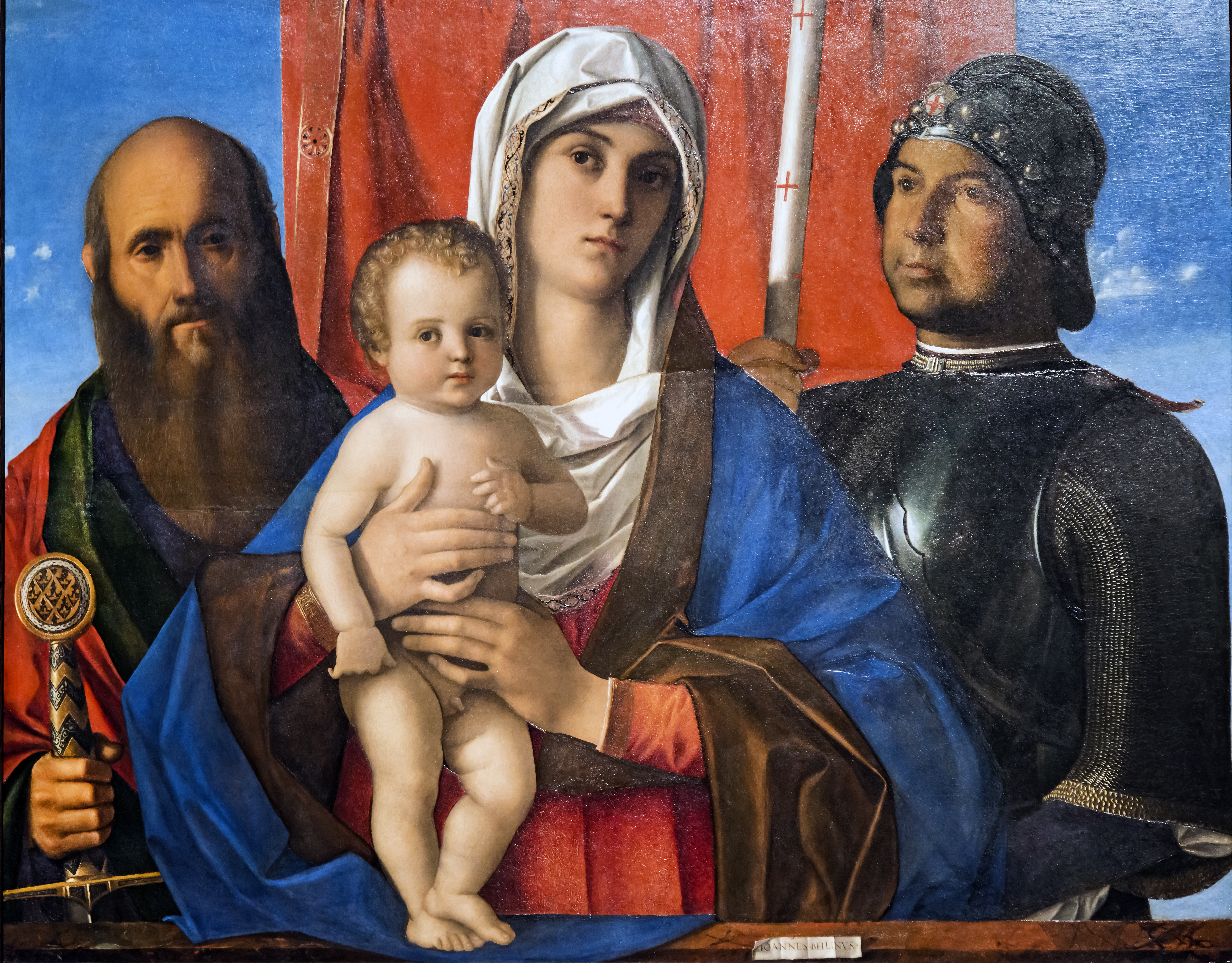
Madone à l'Enfant entre saint Paul et saint Georges
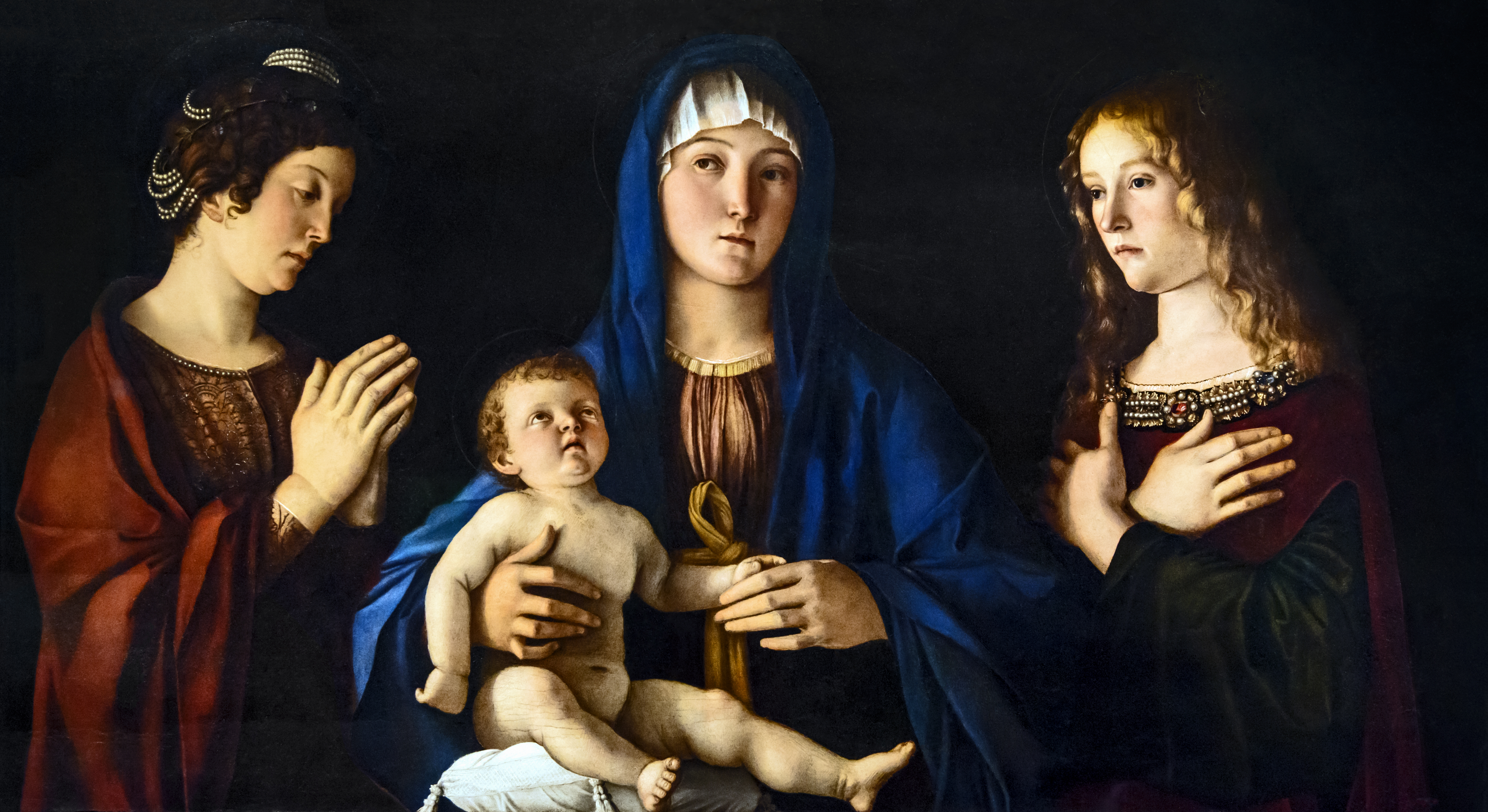
La Vierge à l'Enfant entre sainte Catherine et sainte Marie Madeleine
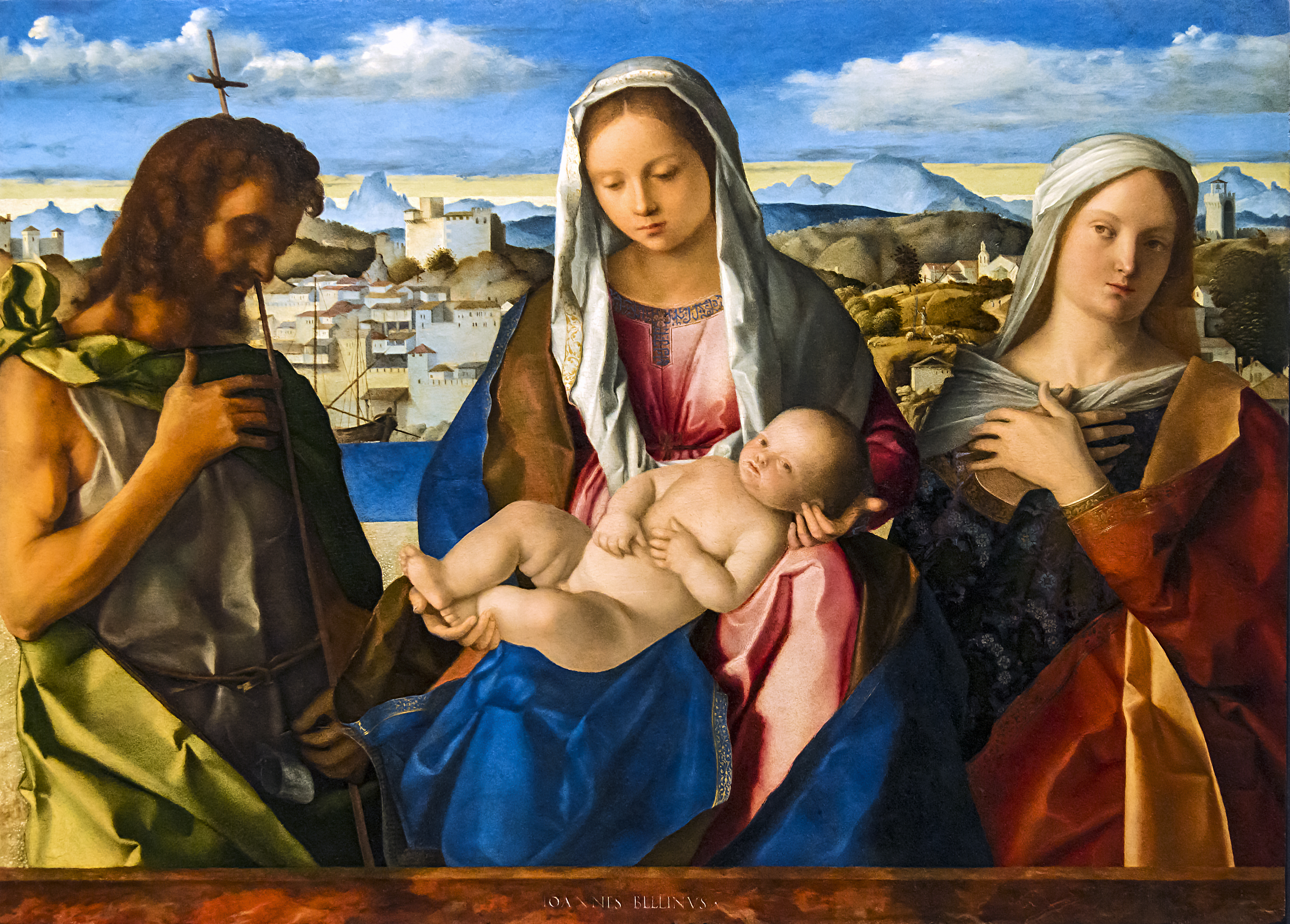
Sainte Conversation Giovanelli
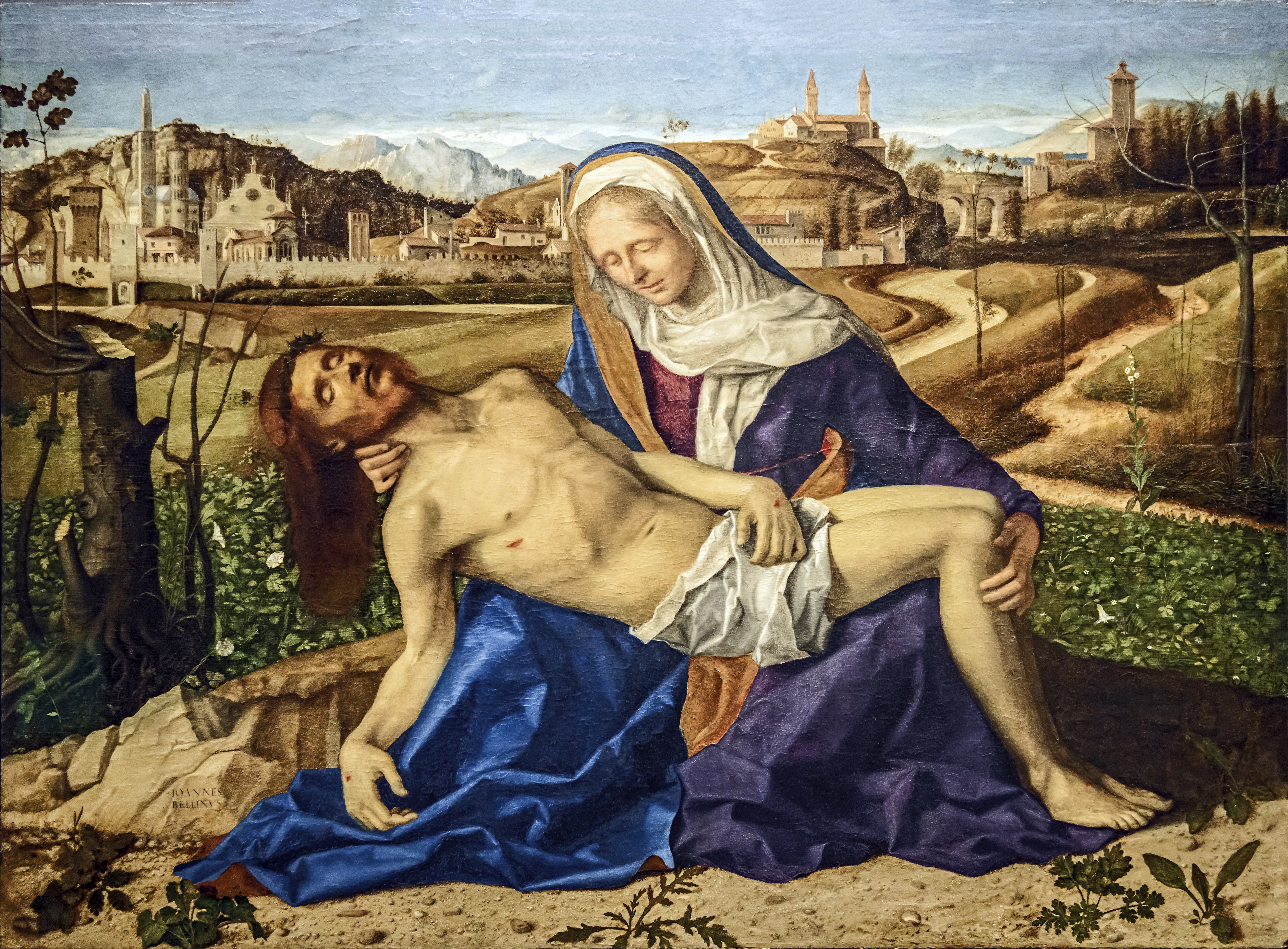
Pietà
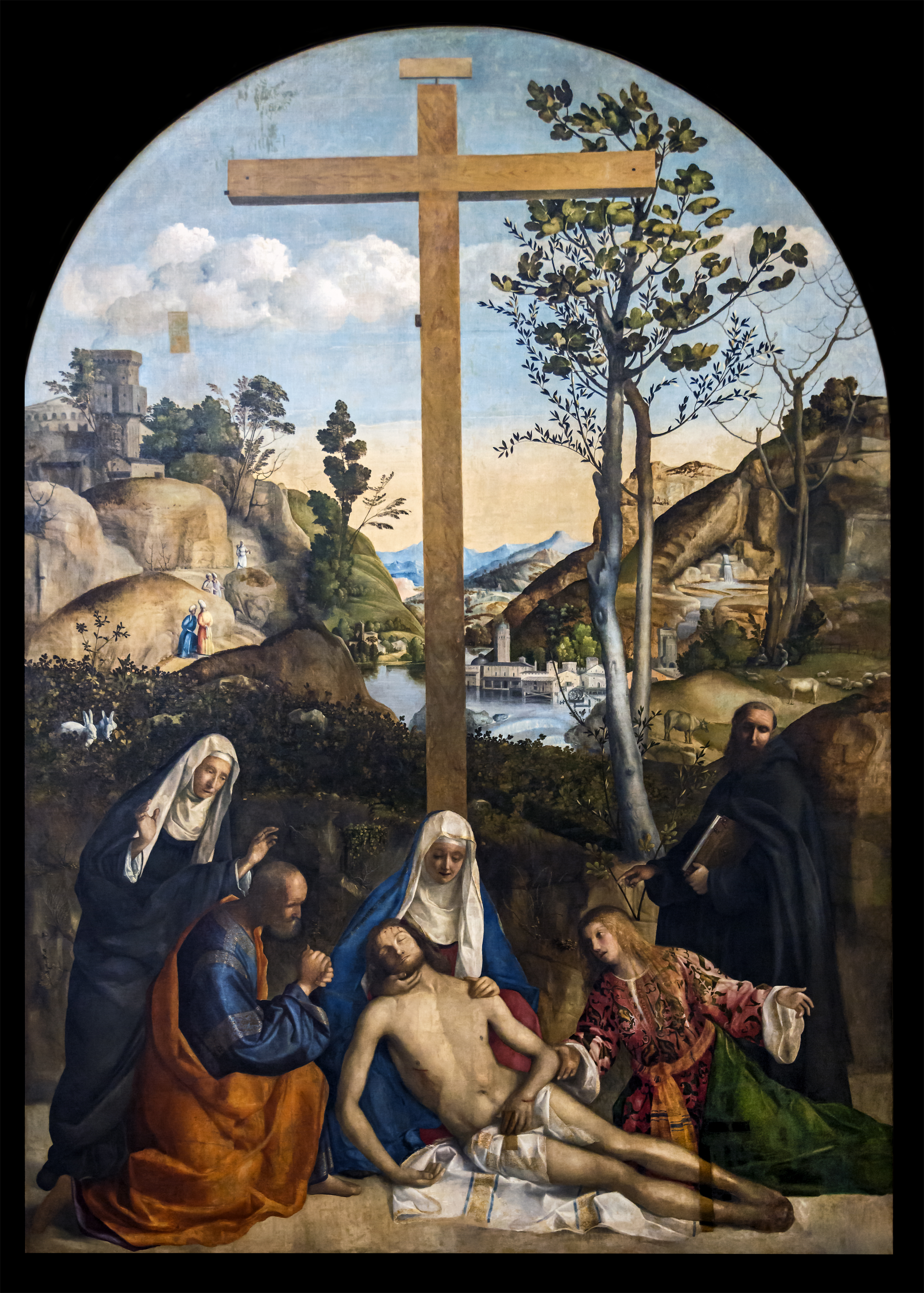
Lamentation sur le Christ mort

### Ailleurs en Italie

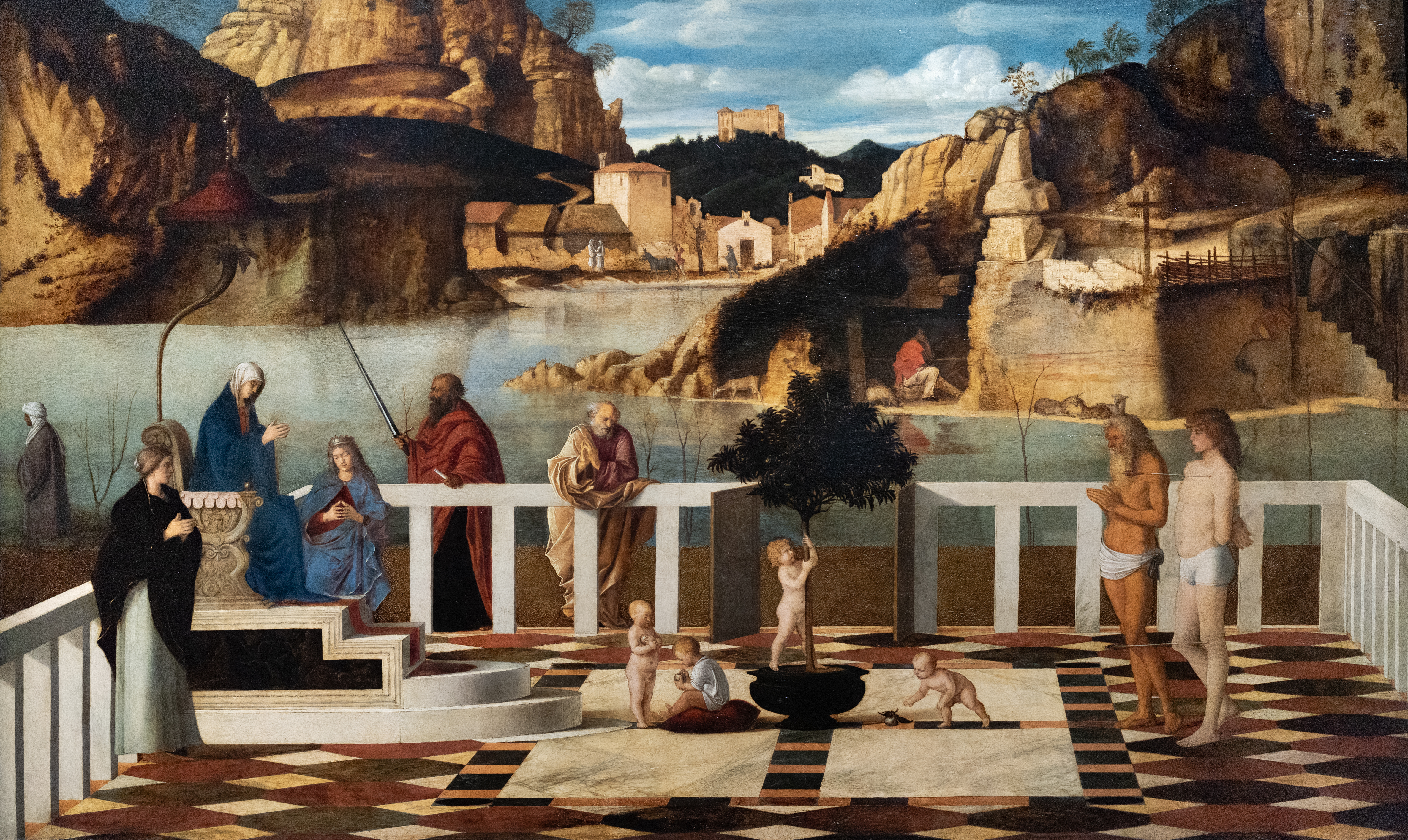
Allégorie sacrée (musée des Offices, Florence)

- Pietà, Pinacothèque vaticane, Rome
- Jésus Christ mort, entre la Vierge et saint Jean l'évangéliste[40], v. 1450, Tempera sur bois, 43 × 32 cm, Académie Carrara, Bergame
- Vierge à l'enfant (1455), Musées Civiques de Pavie, Pavie[41]
- Pietà (1460), Pinacothèque de Brera, Milan
- Madone grecque (v. 1460-1470), Pinacothèque de Brera, Milan
- Le Couronnement de la Vierge dit Retable de Pesaro (1473), musée civique, Pesaro
- Madone Lochis (1475), Académie Carrara, Bergame
- La Transfiguration (vers 1478-1479), huile sur panneau, 1,15 × 1,52 m, musée de Capodimonte, Naples[42]
- Portrait d'un humaniste, (1475)-(1480), Civiche Raccolte d'Arte, Milan
- Saint Jérôme en prière dans la grotte (1477-1478), peinture sur bois, 151 × 113 cm, Musée des Offices, Florence
- Lamentations sur le Christ mort (début des années 1480), peinture sur bois, 74 × 118 cm, musée des Offices, Florence
- Vierge Alzano[43], 1488, huile sur panneau, 83 × 66 cm, Académie Carrara, Bergame
- Allégorie sacrée (1490-1500), huile sur bois, 73 × 119 cm, musée des Offices, Florence
- La Crucifixion (1500-1502), Prato
- Portrait d'homme, début XVIe siècle, huile sur bois, 31 × 26 cm, musée des Offices, Florence
- Autoportrait (v. 1500), musées du Capitole, Rome
- Vierge à l'Enfant, (1510), Pinacothèque de Brera, Milan
- Vierge à l'Enfant (1510), huile sur toile, 50 × 41, Galerie Borghèse, Rome
- L'Assomption (1513), église Saint-Pierre-Martyr, Murano
- Le Baptême du Christ, 1500-1502, église San Corona Vicence

### En Europe

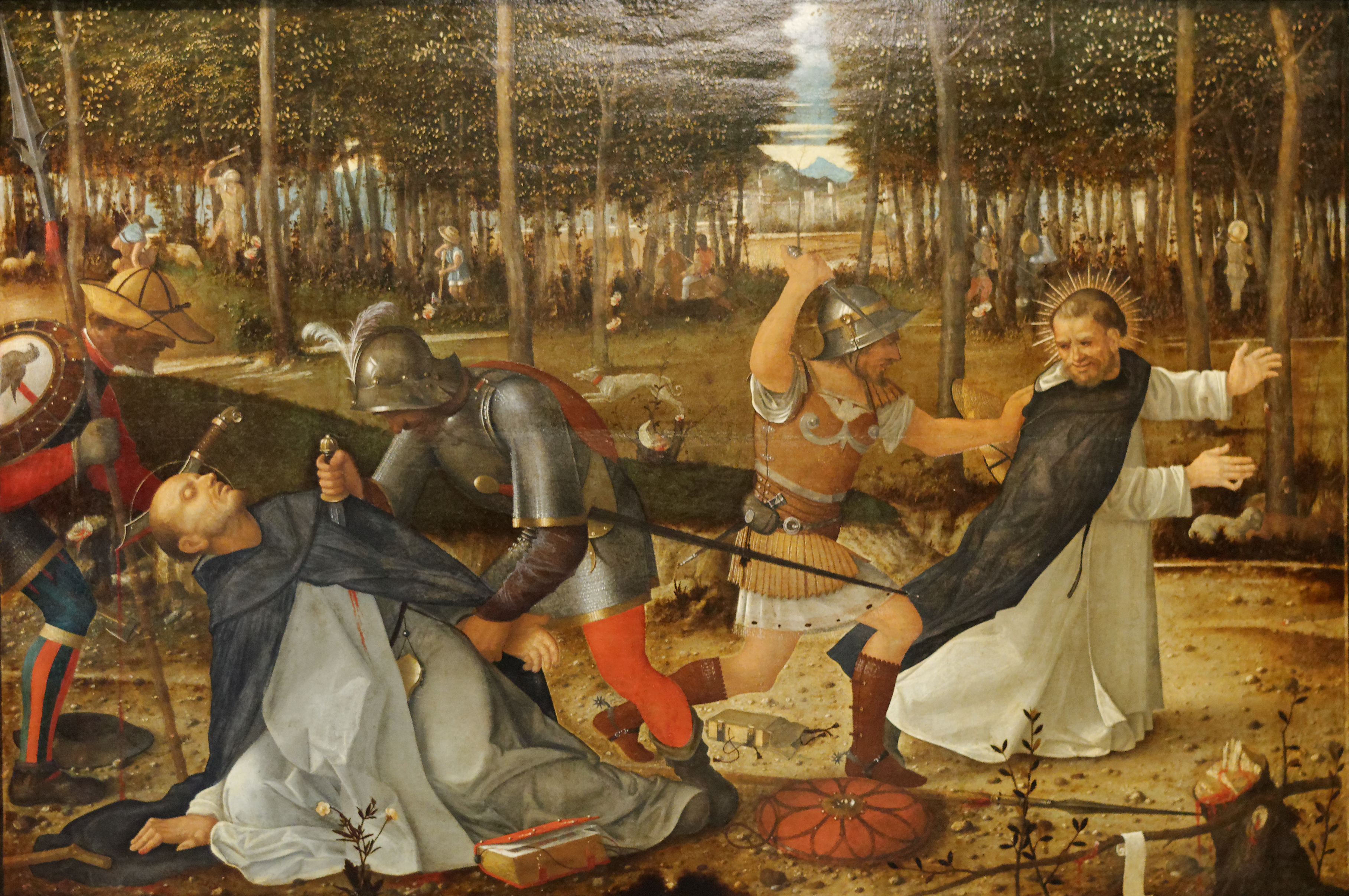
L'Assassinat de saint Pierre de Vérone (1509). Courtauld Gallery, Londres

- Vierge à l'Enfant, musée Fesch, Ajaccio
- Le Calvaire, 1465-1470, bois, 71 × 63 cm, musée du Louvre
- L'Agonie dans le jardin, v. 1458-1460, tempera sur bois, 81 × 127 cm, National Gallery
- Deux Vierge à l'Enfant (1465-1470), Rijksmuseum Amsterdam, inv. no SK-A-3287 (cercle) et SK-A-3379 (attribué)
- Le Christ bénissant, 1470, bois, 58 × 46 cm, musée du Louvre, Paris
- La Résurrection du Christ, 1475-1479, musées d'État de Berlin
- La Vierge et l'Enfant entre saint Pierre et saint Sébastien, v. 1480, bois, 82,7 × 58,7 cm, musée du Louvre, Paris
- Portrait d'homme, vers 1490-1495, 321 × 25 cm, musée du Louvre[44]
- Portrait du doge Leonardo Loredan, 1501-1504, huile et tempera sur peuplier, 62 × 45 cm, National Gallery
- L'Assassinat de saint Pierre, 1509, huile sur bois, 67,3 × 100,4 cm, Institut Courtauld, Londres[45]
- Nunc Dimminitis, v. 1505-1510, bois, 62 × 82,5 cm, musée Thyssen-Bornemisza[46], Madrid
- Vierge à l'Enfant sur un trône, 1510, huile sur bois, 131 × 103 cm, musée Jacquemart-André[47], Paris
- Jeune femme nue au miroir, 1515, huile sur bois, 62 × 78 cm, musée d'Histoire de l'art, Vienne
- L'Ivresse de Noé, vers 1515, musée des Beaux-Arts et d'Archéologie, Besançon

- Portrait de Fra Teodoro d'Urbino en saint Dominique, 1515, National Gallery (Londres)

- un manuscrit de la Passion de saint Maurice et de ses compagnons par Jacopo Antonio Marcello, en 1453, Paris, Bibliothèque de l'Arsenal Ms.940 (4 miniatures attribuées)[48]
- un manuscrit du De situ orbis geographia de Strabon, vers 1459, Albi, Bibliothèque municipale (2 miniatures, manuscrit ayant appartenu à René d'Anjou)[48]

### Aux États-Unis

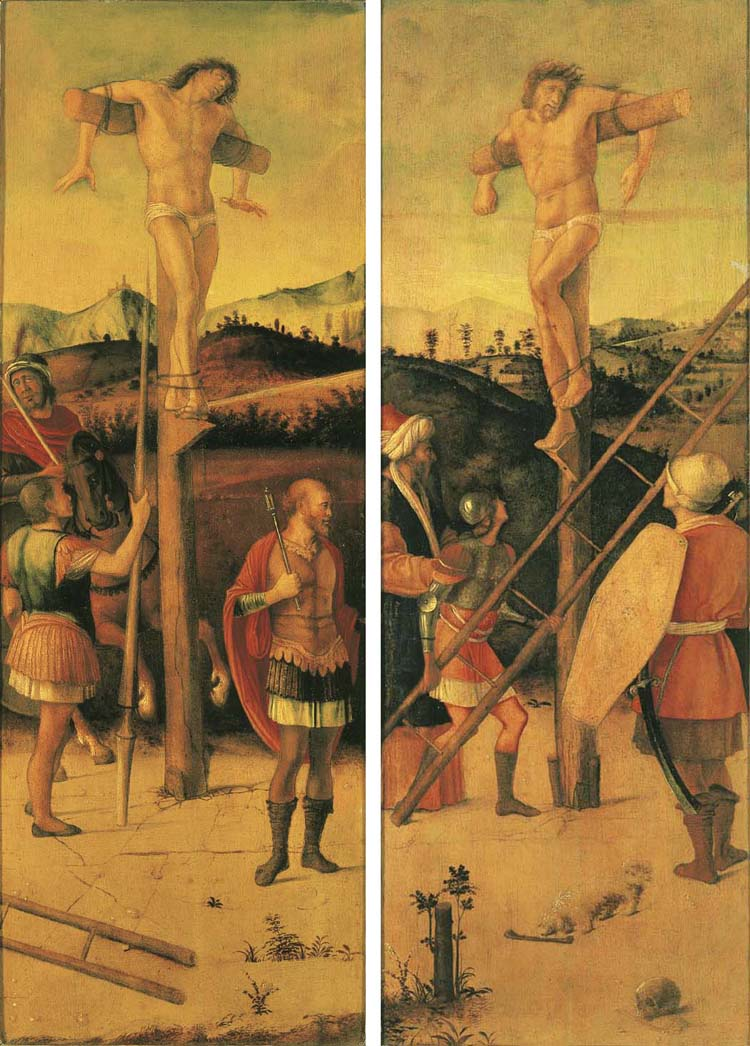
Les Larrons Dismas et Gestas, collection Alana, Newark (Delaware).

- Vierge Lehman (vers 1470), tempera, huile et or sur bois, 54 × 40 cm, Metropolitan Museum of Art, New York.
- Portrait de Jörg Fugger (1474), huile sur bois, 26 × 20 cm, Norton Simon Museum, Pasadena[49].
- Les Larrons Dismas et Gestas (vers 1475), tempera sur toile appliquée sur bois, 77,6 × 27,4 cm, collection Alana (2003), Newark (Delaware)[50].
- Saint François en extase (1480), huile sur bois, 124,4 × 141,9 cm, The Frick Collection, New York.
- Vierge à l'Enfant (fin des années 1480), huile sur bois, 88,9 × 71,1 cm, Metropolitan Museum of Art, New York.
- Le Christ bénissant (vers 1500), au musée d'Art Kimbell, Fort Worth, Texas.
- La Clémence de Scipion (1507-1508), National Gallery of Art, Washington.
- Vierge à l'Enfant (vers 1510), High Museum of Art, Atlanta.
- Le Festin des dieux (1514), National Gallery of Art, Washington.

### Ailleurs dans le monde
- La Vierge à l’Enfant, 1480-1485, bois, 70 × 50 cm, musée du Louvre Abou Dabi, Émirats arabes unis[51]
- Portrait d'un procureur, 1507, huile sur bois, musée d'Art Fuji, Tokyo, Japon.

## Dans la culture populaire
Le Bellini est aussi un célèbre cocktail, inventé en 1948 par Giuseppe Cipriani, propriétaire et chef barman du Harry's Bar à Venise et nommé en l'honneur du peintre. À base de vin blanc mousseux, généralement du prosecco ou du brut spumante, et de pulpe de pêche blanche fraîchement mélangés, il a une couleur rose caractéristique, qui rappelle à Cipriani la couleur de la toge d'un saint dans un tableau du peintre vénitien. 
Dans la région de Pesaro, où le peintre séjourna pour peindre le célèbre retable, « Giamblèn » (Giambellino dans le dialecte local) prit le sens de « personne débraillée » par antonomase.

### Catalogues d'exposition
- 1966 : Dans la lumière de Vermeer, Paris, musée de l'Orangerie, 24 septembre - 28 novembre 1966 (Fortuna Inconstans, Venise, Gallerie dell'Accademia de Venise)